# Stargate Atlantis/Episodenliste

Logo der Fernsehserie Stargate Atlantis

Diese Liste der Stargate-Atlantis-Episoden enthält alle 100 Episoden der Science-Fiction-Serie Stargate Atlantis.

## Staffel 1
Die Atlantis-Expedition erkundet die von den Antikern zurückgelassene Stadt und beginnt mit ihren Erkundungsgängen durch das Stargate. Allerdings mangelt es noch immer an einer geeigneten Energiequelle, um die Stadt ausreichend mit Energie versorgen zu können. In erster Linie fehlt ein ZPM (Zero-Point-Modul), eine Energiequelle der Antiker, das für mehrere Antiker-Technologien benötigt wird. Wegen der fehlenden Energie ist es auch nicht möglich, eine Stargateverbindung zwischen Atlantis und der Erde aufzubauen. So beginnt die Suche nach ZPMs, vor allem mit dem Hintergrund, die Verteidigungssysteme von Atlantis in Betrieb zu nehmen, um einen drohenden Angriff der Wraith abwehren zu können.
Die erste Staffel ist zeitlich parallel zur achten Staffel von Stargate – Kommando SG-1. Die Erstausstrahlungen dieser Staffel begann in den Vereinigten Staaten 2004 auf dem US-amerikanischen SciFi-Channel, in Kanada auf The Movie Network (TMN) und 2005 in Deutschland bei Premiere, danach auf RTL II am 23. Februar 2005.
| Nr. (ges.) | Nr. (St.) | Deutscher Titel                     | Originaltitel        | Erstausstrahlung USA | Deutschsprachige Erstausstrahlung (D) | Regie             | Drehbuch                                                              |
| --- | --------- | ----------------------------------- | -------------------- | -------------------- | ------------------------------------- | ----------------- | --------------------------------------------------------------------- |
| 1/2 | 1/2       | Aufbruch in eine neue Welt          | Rising               | 16. Juli 2004        | 23. Feb. 2005                         | Martin Wood       | Robert C. Cooper & Brad Wright                                        |
| Auf dem Antikerstützpunkt in Antarktika entdeckt Dr. Jackson die Stargateadresse, mit der man zur verlorenen Stadt der Antiker gelangen kann, die sich in der Pegasus-Galaxie befindet. Eine Expedition aus ca. 200 Wissenschaftlern und Soldaten aus über einem Dutzend Länder unter Leitung von Dr. Weir bricht dorthin auf, wohlwissend, dass eine Rückkehr evtl. nicht möglich sein wird. Das ZPM wird für die Verbindung gänzlich erschöpft, sodass nicht mit Verstärkung gerechnet werden kann. Bei ihrer Ankunft in Atlantis taucht die Stadt als Folge eines starken Energieverlustes automatisch vom Meeresboden auf. Auf der Suche nach neuen Verbündeten trifft das Team die Athosianer, ein einfaches Nomadenvolk. Von deren Anführerin, Teyla, erfährt das Team von einer feindseligen Rasse, den Wraith, die die Pegasusgalaxie dominieren und sich an der Lebenskraft von menschlichen Gefangenen nähren. Bei einem Angriff der Wraith werden mehrere Athosianer und Crewmitglieder entführt. Bei der anschließenden Rettungsmission erschießt Major Sheppard den ranghöchsten Offizier der Expedition, Colonel Sumner, aus Mitleid, weil sich ein Wraith an ihm nährt. Somit ist Major Sheppard nun der ranghöchste Offizier und nach Dr. Weir die Nr. 2 der Kommandokette. Die Athosianer werden in Atlantis als Flüchtlinge aufgenommen. Durch die Rettungsmission hat das Team alle in der Galaxie befindlichen Wraith aus ihrem Winterschlaf erweckt. |           |                                     |                      |                      |                                       |                   |                                                                       |
| 3 | 3         | Dunkle Schatten                     | Hide and Seek        | 23. Juli 2004        | 2. März 2005                          | David Warry-Smith | Robert C. Cooper & Brad Wright                                        |
| Aus Versehen wird ein Forschungsobjekt der Antiker aus seinem Behältnis freigelassen. Es handelt sich um ein körperloses Wesen ähnlich einem Schatten. Alle Versuche, das Wesen wieder einzufangen, misslingen, aber schließlich gelingt es Dr. McKay, das Wesen mit einem Naquadahgenerator als Köder durch das Stargate auf einen anderen Planeten zu locken. |           |                                     |                      |                      |                                       |                   |                                                                       |
| 4 | 4         | 38 Minuten                          | Thirty-Eight Minutes | 30. Juli 2004        | 9. März 2005                          | Mario Azzopardi   | Brad Wright                                                           |
| Bei der fluchtartigen Rückkehr von einer Erkundungsmission verkeilt sich ein Puddle Jumper mit seinen Triebwerken in einem im Orbit befindlichen Stargate. Das Cockpit hat den Ereignishorizont schon passiert, während Sheppard, Teyla, Ford und McKay noch im hinteren Teil des Jumpers sind. An Sheppards Hals hat sich zudem ein Iratuskäfer, ein evolutionärer Vorfahre der Wraith, festgebissen. Mit Hilfe eines Defibrillators kann der Käfer entfernt werden, und McKay gelingt es, die Triebwerke gerade noch rechtzeitig einzufahren, bevor sich das Stargate nach 38 Minuten geschlossen und alle dem Vakuum des Weltraums ausgesetzt hätte. |           |                                     |                      |                      |                                       |                   |                                                                       |
| 5 | 5         | Unter Verdacht                      | Suspicion            | 6. Aug. 2004         | 16. März 2005                         | Mario Azzopardi   | Paul Mullie & Joseph Mallozzi                                         |
| Egal wohin sich Sheppards Team auch begibt, warten bereits Wraith auf sie. Es wird vermutet, dass einer der Athosianer als Spion für die Wraith arbeitet. Tatsächlich stellt sich heraus, dass ein altes Schmuckstück von Teyla ein Positionssender ist, doch niemand wusste das. Das Team nutzt den Sender, um nun ihrerseits den Wraith eine Falle zu stellen, und kann einen lebenden Wraith gefangennehmen. |           |                                     |                      |                      |                                       |                   |                                                                       |
| 6 | 6         | Selbstopfer                         | Childhood's End      | 13. Aug. 2004        | 23. März 2005                         | David Winning     | Martin Gero                                                           |
| Das Team trifft auf einen ausschließlich von Kindern bevölkerten Planeten. Sie erfahren, dass die Bewohner an ihrem 25. Geburtstag Selbstmord begehen, damit ihre Gesellschaft nie groß genug wird, um ein lohnendes Ziel für die Wraith darzustellen. McKay entdeckt jedoch einen Energieschild, der von einem ZPM betrieben wird. Tatsächlich ist er der Grund dafür, dass die Kinder verschont bleiben, nicht ihr Selbstopfer. |           |                                     |                      |                      |                                       |                   |                                                                       |
| 7 | 7         | Tödliche Verteidigung               | Poisoning the Well   | 13. Aug. 2004        | 30. März 2005                         | David Winning     | Damian Kindler                                                        |
| Das Team trifft die Hoffaner, deren bereits industrialisierte Gesellschaft seit vielen Generationen an einem Medikament arbeitet, das es den Wraith unmöglich machen soll, sich an dem geimpften Menschen zu nähren. Mit Hilfe von Dr. Beckett kann schnell ein Prototyp hergestellt werden. Ein erster Test an dem gefangenen Wraith (1x5) verläuft vielversprechend. Übermütig beginnen die Hoffaner mit einer Massenimpfung. Nach kurzer Zeit stirbt jedoch die Hälfte der Geimpften an den Nebenwirkungen. Trotzdem wollen die Hoffaner mit der Impfung fortfahren. |           |                                     |                      |                      |                                       |                   |                                                                       |
| 8 | 8         | Im Untergrund                       | Underground          | 27. Aug. 2004        | 6. Apr. 2005                          | Brad Turner       | Peter DeLuise                                                         |
| Die Genii, ein angeblich prä-industrielles Volk, stellt sich als technologisch fortgeschritten heraus. Ihre Fassade dient nur zum Schutz vor den Wraith. Die Genii arbeiten an Atomwaffen, mit denen sie die Wraith besiegen wollen. Es bahnt sich eine Allianz an. Als die Genii erfahren, dass die Atlantisexpedition die Wraith erweckt hat, sind sie zunächst wütend. Bei einer gemeinsamen Mission mit den Genii will Sheppards Team Informationen aus einem Wraith-Basisschiff entwenden. Dies gelingt zwar, doch stirbt ein Genii, und aus den frischen Freunden werden Feinde. |           |                                     |                      |                      |                                       |                   |                                                                       |
| 9 | 9         | Zurück auf die Erde                 | Home                 | 10. Sep. 2004        | 13. Apr. 2005                         | Holly Dale        | Joseph Mallozzi & Paul Mullie                                         |
| Das Stargate auf einem gänzlich in Nebel gehüllten Planeten scheint Energie aus dem Nebel zu ziehen und somit die Erde anwählen zu können. Das Team kehrt so scheinbar zur Erde zurück. In Wirklichkeit liegt es bewusstlos auf dem Planeten. Der Nebel besteht aus Lebewesen, die das Team aus Selbstschutz in eine Halluzination geschickt hat, die ihnen die Erde vorgaukelt. Als dem Team immer mehr Ungereimtheiten auffallen, geben sich die Nebelwesen zu erkennen und gestatten dem Team die Rückkehr nach Atlantis, wenn sie versprechen, niemals zurückzukehren. |           |                                     |                      |                      |                                       |                   |                                                                       |
| 10 | 10        | Der Sturm (1)                       | The Storm (1)        | 17. Sep. 2004        | 20. Apr. 2005                         | Martin Wood       | Handlung: Jill Blotevogel Schauspiel: Martin Gero                     |
| Ein gewaltiger Sturm bedroht die Stadt. Die Energie reicht jedoch nicht, um den Schutzschild zu aktivieren. McKay entwickelt den Plan, die Blitzableiter der Stadt zu unterbrechen und so die Energie der Blitze dazu zu nutzen, den Schild zu aktivieren. Alle nicht unbedingt benötigten Crewmitglieder werden vorsichtshalber auf einen anderen Planeten evakuiert. Von einem Spion erfahren die Genii davon, dass Atlantis jetzt nur schwach besetzt ist. Mit einem gestohlenen athosianischen ID-Code (das Atlantisgate besitzt einen Schutzschild ähnlich der Iris auf der Erde) gelingt den Genii die Invasion. Der Kommandant der Geniitruppen, Kolya, hält Dr. Weir und McKay als Geiseln, während Sheppard versucht, die Stadt zurückzuerobern. |           |                                     |                      |                      |                                       |                   |                                                                       |
| 11 | 11        | Das Auge (2)                        | The Eye (2)          | 21. Jan. 2005        | 27. Apr. 2005                         | Martin Wood       | Martin Gero                                                           |
| (Fortsetzung von 1x10) Teyla, Dr. Beckett und Ford kommen Sheppard im Puddle Jumper zu Hilfe. Als es den Anschein hat, als würde McKays Plan misslingen und Atlantis im Sturm untergehen, verlassen die Genii die Stadt. McKay hatte jedoch nur geblufft und aktiviert im letzten Moment den Schutzschild der Stadt. Die Genii-Invasion wurde abgewehrt, wobei die Genii schwere Verluste erlitten haben und die Atlantiscrew nun noch mehr hassen. |           |                                     |                      |                      |                                       |                   |                                                                       |
| 12 | 12        | Der Überlebende                     | The Defiant One      | 28. Jan. 2005        | 4. Mai 2005                           | Peter DeLuise     | Peter DeLuise                                                         |
| Das Team entdeckt einen deaktivierten Verteidigungssatelliten im Orbit um einen anderen Planeten im Sonnensystem von Atlantis. Sheppard, McKay, Dr. Abrams und Dr. Gall fliegen im Puddle Jumper dorthin und entdecken ein vor langer Zeit abgeschossenes Wraith-Versorgungsschiff. Sie nehmen an, dass alle Wraith seit langer Zeit tot sind. Einer hat jedoch all die Jahre überlebt, tötet Abrams und saugt Dr. Gall einen Teil seines Lebens aus. Von Gall erfährt er die Landeposition des Puddle Jumpers und rennt dorthin, um endlich von dem Planeten zu entkommen. Sheppard verfolgt ihn, während McKay Zeuge wird, wie sich der geschwächte Gall selbst erschießt. Sheppard stellt den Wraith beim Jumper, ist jedoch unterlegen. McKay kommt ihm zu Hilfe, doch letztendlich gelingt es nur durch das Eingreifen eines Rettungsteams aus Atlantis, den Wraith zu töten. |           |                                     |                      |                      |                                       |                   |                                                                       |
| 13 | 13        | Hot Zone                            | Hot Zone             | 4. Feb. 2005         | 11. Mai 2005                          | Mario Azzopardi   | Martin Gero                                                           |
| Beim Erkunden der Stadt wird ein Nanovirus freigesetzt, der mehrere Crewmitglieder tötet. Die Stadt löst automatisch eine Quarantäne aus. Es gelingt Sheppard, alle Naniten zu deaktivieren, indem er einen Naquadahgenerator in der Atmosphäre zur Detonation bringt und damit einen starken elektromagnetischen Puls erzeugt. |           |                                     |                      |                      |                                       |                   |                                                                       |
| 14 | 14        | Chaya                               | Sanctuary            | 11. Feb. 2005        | 18. Mai 2005                          | James Head        | Alan Brennert                                                         |
| Das Team entdeckt einen Planeten, der mittels einer mächtigen Energiewaffe vor den Wraith geschützt wird. Da die Bevölkerung sehr primitiv ist, rätseln sie, wer die Waffe bedient. Sie treffen auf die Hohepriesterin Chaya, die als Besucherin mit nach Atlantis kommt. McKay entdeckt, dass Chaya in Wirklichkeit eine Antikerin ist, die beim Aufstieg der anderen zurückgelassen wurde. Chaya half einst dem Volk, weshalb sie nun zur Strafe auf ewig über sie wachen muss. Sie darf dem Atlantisteam jedoch in keiner Weise helfen, weil dies ein Eingreifen der aufgestiegenen Antiker provozieren würde. |           |                                     |                      |                      |                                       |                   |                                                                       |
| 15 | 15        | 10.000 Jahre                        | Before I Sleep       | 18. Feb. 2005        | 25. Mai 2005                          | Andy Mikita       | Carl Binder                                                           |
| In einer Stasiskammer auf Atlantis wird ein sehr alter Zeitzwilling von Dr. Weir gefunden. Sie erzählt dem Team ihre Geschichte: Ursprünglich tauchte die Stadt bei Ankunft der Expedition (1x1) nicht auf, sodass das gesamte Expeditionsteam ums Leben kam. Ein paar Expeditionsteilnehmer gelang es, in einem zur Zeitmaschine umfunktionierten Puddle Jumper zu entkommen, indem sie 10.000 Jahre zurückreisten. Dessen Absturz überlebte jedoch lediglich Dr. Weir. Sie traf dort die letzten Antiker, die die Stadt gerade in Richtung Erde verlassen wollten. Ihre Bitte an die Antiker, in ihre Zeit zurückkehren zu können, wurde vom Rat abgelehnt. Sie konnte jedoch einen Antiker davon überzeugen, sie hinter den Rücken der anderen in einer Stasiskammer zurückzulassen, um so in ihre Zeit zurückzukehren. Der Antiker baute auch einen Sicherungsmechanismus in die Systeme der Stadt ein, der sie bei der Ankunft der Expedition, 10.000 Jahre später, automatisch auftauchen lassen soll. Die alte Dr. Weir stirbt schließlich. |           |                                     |                      |                      |                                       |                   |                                                                       |
| 16 | 16        | Bruderschaft                        | The Brotherhood      | 25. Feb. 2005        | 1. Juni 2005                          | Martin Wood       | Martin Gero                                                           |
| Sheppards Team findet auf einem fremden Planeten mit Hilfe von einheimischen Wissenschaftlern ein ZPM. Diese verraten sie jedoch an die Genii. Dem Team gelingt zunächst die Flucht mitsamt ZPM. Sie werden jedoch von einer Sekte gestellt, die das ZPM als rituellen Schatz ansieht und es erneut verstecken wird. Das Team kehrt also ohne ZPM zurück nach Atlantis. Währenddessen nähert sich ein einzelner Wraith-Jäger der Stadt, scannt sie und zerstört sich anschließend selbst. Zuvor konnte er jedoch Daten übermitteln. Bei der Suche nach dem Empfänger der Daten werden drei Basisschiffe entdeckt, die binnen 14 Tagen Atlantis erreichen werden. |           |                                     |                      |                      |                                       |                   |                                                                       |
| 17 | 17        | Nachrichten aus der Pegasus Galaxie | Letters from Pegasus | 4. März 2005         | 8. Juni 2005                          | Mario Azzopardi   | Carl Binder                                                           |
| Die Sensoren zeigen, dass die herannahenden Basisschiffe regelmäßige Zwischenstopps zur Nahrungsaufnahme einlegen. Sheppard und Teyla steuern zur Aufklärung einen der prognostizierten Planeten an und finden eine beachtliche Wraith-Flotte vor. Sie müssen tatenlos zusehen, wie die Wraith den Planeten verwüsten. Währenddessen schlägt McKay vor, alle verfügbare Energie zu bündeln, um in einer extrem kurzen Wurmlochverbindung zur Erde (die nicht für den Transport von Menschen ausreicht) alle gesammelten Daten an das SGC zu übermitteln. Auch persönliche Nachrichten der Crew werden übermittelt. |           |                                     |                      |                      |                                       |                   |                                                                       |
| 18 | 18        | Die Gabe                            | The Gift             | 11. März 2005        | 15. Juni 2005                         | Peter DeLuise     | Handlung: Robert C. Cooper & Martin Gero Schauspiel: Robert C. Cooper |
| Teyla leidet unter Alpträumen von den Wraith. Sie hat eine Gabe, die sie Anwesenheit von Wraith spüren lässt. Das Team findet ein verstecktes Wraithlabor, wo mit Menschen experimentiert wurde. Ihnen wurde Wraith-DNS injiziert. Das gab den Testsubjekten jedoch die Fähigkeit, die telepathische Kommunikation der Wraith abzuhören, weshalb die Experimente eingestellt wurden. Teyla ist die Nachfahrin eines der Testsubjekte. Dr. Beckett vermutet, dass sich die Wraith entwickelten, weil Iratuskäfer ihre DNS mit Menschen vermischten. Dies geschah wahrscheinlich nach der Ankunft der Antiker in Pegasus, weil sich die Wraithsprache von der Antikersprache ableitet. Teyla soll ihre Gabe nutzen, um telepathische Verbindung mit den Angreifern aufzunehmen. Dies gelingt, und sie erfährt, dass die Wraith über Atlantis zur Erde wollen. Andererseits gibt sie jedoch unbewusst den Standort des geplanten Evakuierungsstützpunktes preis und wird sogar zeitweise von einem Wraith übernommen. |           |                                     |                      |                      |                                       |                   |                                                                       |
| 19 | 19        | Die Belagerung (Teil 1)             | The Siege (Part One) | 18. März 2005        | 22. Juni 2005                         | Martin Wood       | Martin Gero                                                           |
| Der inaktive Verteidigungssatellit (1x12) soll mit einem Naquadahgenerator reaktiviert werden. McKay, Lt. Miller und Dr. Grodin fliegen im Puddle Jumper zu dem Satelliten und können ihn reaktivieren. Dr. Grodin sitzt jedoch im Inneren fest, als die Wraith in Reichweite kommen. Er weist McKay und Miller an, in sicherer Entfernung zu warten. Der Satellit kann eines der drei Basisschiffe zerstören, bevor er selbst zerstört wird und Dr. Grodin stirbt. Währenddessen wird ein Wraith in der Stadt geortet. Er ist der Pilot des Aufklärers (1x16). Er kann gefangengenommen werden, gibt jedoch keine Informationen darüber preis, ob bzw. wie er die Stadt sabotiert hat. Sheppard exekutiert ihn schließlich. |           |                                     |                      |                      |                                       |                   |                                                                       |
| 20 | 20        | Die Belagerung (Teil 2)             | The Siege (Part Two) | 25. März 2005        | 22. Juni 2005                         | Martin Wood       | Joseph Mallozzi & Paul Mullie                                         |
| Während die Evakuierung schon läuft, trifft Verstärkung von der Erde ein: Marines unter dem Kommando von Col. Everett. (In Ägypten wurde ein ZPM gefunden.) Die Evakuierung wird abgebrochen. Stattdessen soll nun um Atlantis gekämpft werden. Das ZPM wird nach der Wurmlochverbindung in der Daedalus, dem neuen Erdenschlachtschiff, installiert, die damit binnen vier Tagen in Atlantis eintreffen wird. Bis dahin muss die Stadt verteidigt werden. Mehrere Wellen angreifender Jäger können abgewehrt werden, doch die Wraith gewinnen allmählich die Oberhand. Um sie zu besiegen, sollen zwei Atombomben, die die Genii zur Verfügung stellen, mit ferngesteuerten Puddle Jumpern in die Basisschiffe geflogen werden. Da die Fernsteuerung jedoch misslingt, bricht Sheppard zu einer Selbstmordmission im Puddle Jumper auf, um eine der Bomben persönlich in ein Basisschiff zu steuern. Währenddessen landen vermehrt Wraith in der Stadt. Fords Team wird umzingelt und Col. Everett überwältigt. |           |                                     |                      |                      |                                       |                   |                                                                       |

## Staffel 2
In der zweiten Staffel agiert die Atlantis-Expedition verdeckt, um den Wraith gegenüber die Illusion aufrechtzuerhalten, die Stadt sei zerstört. Hilfreich bei diesen Operationen ist ein ZPM, das SG-1 durch eine Zeitreise in der parallel laufenden Vorgängerserie dem vor 5000 Jahren noch immer im Ägypten herrschenden Goa’uld Ra gestohlen hat. Außerdem wird die Atlantis-Expedition nunmehr von dem irdischen Schiff Daedalus unterstützt.
Die Handlung der zweiten Staffel verläuft grob parallel zur neunten Staffel von Stargate SG-1. Ausstrahlungsbeginn der Folgen dieser Staffel war in den Vereinigten Staaten am 15. Juli 2005 und in Deutschland ein Jahr später, am 19. Juli 2006, auf RTL 2.
In der zweiten Staffel kam es zu folgenden Änderungen in der Besetzung:
- Paul McGillion (Dr. Carson Beckett) gehörte zur regulären Besetzung.
- Rainbow Sun Francks (Aiden Ford) hatte nur noch Gastauftritte. Sein Charakter änderte sich stark, nachdem er von Wraith-Enzymen abhängig geworden war.
- Jason Momoa (Ronon Dex) kam zur regulären Besetzung hinzu. Sein Charakter nahm den Platz von Lieutenant Ford in Sheppards SG-Team ein.

| Nr. (ges.) | Nr. (St.) | Deutscher Titel                                          | Originaltitel        | Erstausstrahlung USA | Deutschsprachige Erstausstrahlung (D) | Regie         | Drehbuch                                                         |
| --- | --------- | -------------------------------------------------------- | -------------------- | -------------------- | ------------------------------------- | ------------- | ---------------------------------------------------------------- |
| 21 | 1         | Die Belagerung (Teil 3)                                  | The Siege (Part 3)   | 15. Juli 2005        | 19. Juli 2006                         | Martin Wood   | Martin Gero                                                      |
| Kurz bevor Sheppard seine Bombenfracht zündet, erreicht die Daedalus die Schlacht und holt ihn mit ihren Asgard-Transportern aus dem Puddle Jumper. Ebenfalls mit dem Transporter werden Atomsprengköpfe an Bord der verbleibenden Basisschiffe gebracht und diese so zerstört. Mit dem ZPM aus der Daedalus kann nun der Schild der Stadt aktiviert werden. Die restlichen kleineren Wraith-Schiffe sowie deren gelandeten Bodentruppen werden besiegt. Die Langstreckensensoren zeigen jedoch 12 weitere Basisschiffe auf dem Weg nach Atlantis. Die Daedalus fängt sie ab und kann zwei der Schiffe mit derselben Taktik wie zuvor zerstören, bevor die Wraith erfolgreich Gegenmaßnahmen gegen den Transport einleiten. Die verbleibenden zehn Basisschiffe erreichen schließlich Atlantis und eröffnen das Feuer. Der Schild wird nur wenige Tage halten. Sheppard hat die Idee, einen Atomsprengkopf über der Stadt zu zünden und den Schild anschließend zur Tarnung der Stadt zu verwenden, um eine Selbstzerstörung vorzutäuschen. Der Plan funktioniert, und die Wraith ziehen ab. Während der Schlacht wurde Ford bewusstlos im Wasser gefunden. Er hätte längst tot sein müssen, wurde aber durch ein Wraith-Enzym, das diese beim Nährungsprozess in ihr Opfer injizieren, enorm gestärkt. Er ist nun jedoch abhängig von dem Enzym und zeigt aggressives Suchtverhalten. Schließlich flieht er in einem Puddle Jumper durch das Stargate. |           |                                                          |                      |                      |                                       |               |                                                                  |
| 22 | 2         | Der Eindringling                                         | The Intruder         | 22. Juli 2005        | 26. Juli 2006                         | Peter DeLuise | Joseph Mallozzi & Paul Mullie                                    |
| Das Führungsteam der Expedition war durch das Stargate, das in Atlantis nun durch ein ZPM versorgt wird, zurück auf die Erde gegangen. Dort wurde neues Personal ausgewählt und Major Sheppard zum Lieutenant Colonel befördert, damit er auch weiterhin die Führung des Militärpersonals in Atlantis übernehmen kann. Nun befindet man sich auf dem Rückflug nach Atlantis mit der Daedalus, als ein Computervirus der Wraith nach und nach die Systeme des Schiffes befällt, um es in die Fänge der Wraith zu steuern. Das Virus verfügt über künstliche Intelligenz und tötet zwei Wissenschaftler, die es entfernen wollten. Auch das Herunterfahren aller Systeme und das Laden sauberer Sicherungskopien löscht das Virus nur vorübergehend, da es sich in den Bordcomputern der F-302-Jäger im Hangar versteckt. Schließlich gelingt es McKay und Sheppard, das Virus endgültig loszuwerden. |           |                                                          |                      |                      |                                       |               |                                                                  |
| 23 | 3         | Der Läufer (DVD) / Dromoys (RTL 2)                       | Runner               | 29. Juli 2005        | 2. Aug. 2006                          | Martin Wood   | Robert C. Cooper                                                 |
| Auf einem scheinbar verlassenen Planeten findet das Team einen toten Wraith, dessen Enzymsack am Arm entfernt wurde – Ein Hinweis auf Ford, der abhängig von diesem Enzym ist (siehe 2x1). Bei der Suche nach Ford treffen Teyla und Sheppard auf Ronon Dex und werden von ihm gefangengenommen. Ronon ist ein Läufer: Die Wraith implantierten ihm einen Sender und jagen ihn nun aus Spaß. Nachdem sie sein Vertrauen gewonnen haben, willigt er ein, sich von Dr. Beckett den Sender entfernen zu lassen. Währenddessen findet McKay Ford, kann ihn jedoch nicht davon überzeugen, zurück nach Atlantis zu kommen. Ford will zuvor beweisen, dass mit ihm alles in Ordnung ist. Plötzlich treffen Wraith-Jäger auf dem Planeten ein. Sheppard stellt Ford, doch dieser lässt sich lieber absichtlich von einem Jäger einsammeln, anstatt mit nach Atlantis zu kommen. |           |                                                          |                      |                      |                                       |               |                                                                  |
| 24 | 4         | Duett                                                    | Duet                 | 5. Aug. 2005         | 9. Aug. 2006                          | Peter DeLuise | Martin Gero                                                      |
| Während eines Routineeinsatzes greift plötzlich ein Wraith-Jäger an und nimmt McKay und Lt. Laura Cadman mit seinem Dematerialisierungsstrahl in seinem Speicher gefangen. Kurz bevor der Jäger durch das Stargate entkommt, kann er abgeschossen werden. Beim Rematerialisieren der beiden tritt jedoch ein Fehler auf: Cadman wird zusammen mit McKay in dessen Körper wiederhergestellt; sie teilen sich den Körper. Noch während sie sich den Körper teilen, hat McKay sein erstes Date mit Dr. Katie Brown, und Cadman gesteht Dr. Beckett ihre Zuneigung. Nach mehreren erfolglosen Versuchen gelingt es schließlich, die beiden wieder in ihren eigenen Körpern wiederherzustellen. Währenddessen erlaubt Dr. Weir Sheppard, Ronon in sein Team aufzunehmen. Dieser ist sich jedoch noch nicht sicher, ob er das will, sieht darin jedoch eine Chance, die Wraith zu bekämpfen. |           |                                                          |                      |                      |                                       |               |                                                                  |
| 25 | 5         | Verurteilt                                               | Condemned            | 12. Aug. 2005        | 16. Aug. 2006                         | Peter DeLuise | Handlung: Sean Carley Schauspiel: Carl Binder                    |
| Sheppards Team trifft auf eine relativ hoch entwickelte Zivilisation. Sie konnte sich nur so weit entfalten, weil sich das Gate auf einer Gefängnisinsel befindet. Die Regierung des Planeten hat ein Abkommen mit den Wraith, die sie verschonen, solange sich genug Gefangene auf der Insel am Gate befinden, an denen sie sich nähren können. Dr. Weir missbilligt dieses System und lässt die geplante Allianz platzen. Auf dem Rückweg nach Atlantis wird der Puddle Jumper von den Gefangenen abgeschossen, wobei die Gate-Steuerung des Jumpers zerstört wird. Die Gefangenen verlangen, in Atlantis aufgenommen zu werden. Mehrere Wraith-Kreuzer nähern sich. Gerade noch rechtzeitig trifft ein zweiter Puddle Jumper aus Atlantis ein, mit dessen Gate-Steuerung die Gefangenen auf einen anderen Planeten evakuiert werden können und das Team zurück nach Atlantis entkommen kann. Da die Wraith-Kreuzer nun auf der Gefängnisinsel keine Opfer vorfinden, widmen sie sich dem Rest der Bevölkerung. |           |                                                          |                      |                      |                                       |               |                                                                  |
| 26 | 6         | Dreifaltigkeit (DVD) / Das Geheimnis der Antiker (RTL 2) | Trinity              | 19. Aug. 2005        | 23. Aug. 2006                         | Martin Wood   | Damian Kindler                                                   |
| Auf einem sonst völlig verwüsteten Planeten findet das Team einen intakten Antiker-Stützpunkt. Er beherbergt eine gewaltige Flugabwehrkanone, die offensichtlich eine ganze Wraithflotte in Trümmer verwandelt hat, die nun im Orbit treiben. McKay ist begeistert und will die Waffe wieder in Betrieb nehmen, doch bei einer Fehlfunktion stirbt ein Wissenschaftler. Das Team findet heraus, dass die Waffe selbst den Planeten verwüstet hat, weil die Antiker ebenfalls mit einer Fehlfunktion zu kämpfen hatten. McKay ist sich sicher, das Problem lösen zu können, und kehrt nur mit Sheppard zurück zum Planeten. Trotz McKays Korrekturen kommt es zu einer katastrophalen Fehlfunktion, und ein Großteil des Sonnensystems wird zerstört. McKay und Sheppard gelingt nur knapp die Flucht durch das Gate. Mit seiner Überheblichkeit hat McKay Sheppards Vertrauen verspielt. Währenddessen trifft Ronon auf einem anderen Planeten noch weitere Überlebende von seiner Heimatwelt Sateda. Unter anderem seinen ehemaligen Kommandeur, den er erschießt, weil er ein Feigling gewesen sei und Tausende in den Tod geschickt habe, um sein eigenes Leben zu retten. |           |                                                          |                      |                      |                                       |               |                                                                  |
| 27 | 7         | Instinkt                                                 | Instinct             | 26. Aug. 2005        | 30. Aug. 2006                         | Andy Mikita   | Treena Hancock & Melissa R. Byer                                 |
| Ein Dorf wird in regelmäßigen Abständen von einem Wraith heimgesucht. Die Bewohner denken, dass er der einzige Überlebende eines vor zehn Jahren abgestürzten Wraithschiffes ist. Das Team bietet an, den Wraith zu jagen. Bei der Suche finden sie in einer Höhle versteckt einen Mann, der ein Wraithmädchen großzieht. Auch sie überlebte den Absturz, und er nahm sich ihrer an. Durch den Einfluss ihres Ziehvaters verhält sie sich menschlich, abgesehen von ihrem Bedürfnis, sich an Menschen zu nähren. Dr. Beckett arbeitet an einem Retro-Virus, der die nichtmenschlichen Anteile in der Wraith-DNS entfernen und Wraith somit zu Menschen machen soll. Er hofft, mit der Kooperation des Mädchens große Fortschritte machen zu können. Das Wraithmädchen injiziert sich jedoch einen unfertigen Prototyp des Virus. Er hat leider den entgegengesetzten Effekt: Das Mädchen wird aggressiv und im Kampf mit Ronon und Sheppard getötet. |           |                                                          |                      |                      |                                       |               |                                                                  |
| 28 | 8         | Die Verwandlung                                          | Conversion           | 9. Aug. 2005         | 6. Sep. 2006                          | Brad Turner   | Handlung: Robert C. Cooper & Martin Gero Schauspiel: Martin Gero |
| Im Kampf mit dem Wraith-Mädchen wurde Sheppard verletzt und mit ihrem Blut infiziert. Der unfertige Retrovirus verändert nun auch seinen Körper in Richtung des Iratuskäfers. Sheppard wird zunehmend aggressiver, während Dr. Beckett ratlos ist. Schließlich hat Dr. Beckett die Idee, Sheppard mit aus Iratus-Eiern gewonnenen Stammzellen zu behandeln. Mit Informationen aus der Datenbank findet der Rest des Teams ein Nest, kann jedoch nicht bis zu den Eiern vordringen, weil die ausgewachsenen Käfer diese verteidigen. Schließlich bricht der mittlerweile nicht mehr wiederzuerkennende Sheppard selbst in das Nest auf, um die Eier zu besorgen. Es gelingt ihm, weil die Käfer ihn für einen von ihnen halten. Mit Hilfe der Eier gelingt es Dr. Beckett, Sheppards Verwandlung umzukehren. Während Sheppards Krankheit vertritt Col. Caldwell vorübergehend Sheppard als Kommandant des Militärpersonals, wobei er mit Dr. Weir in Konflikt gerät. |           |                                                          |                      |                      |                                       |               |                                                                  |
| 29 | 9         | Aurora                                                   | Aurora               | 23. Aug. 2005        | 13. Sep. 2006                         | Martin Wood   | Handlung: Carl Binder & Brad Wright Schauspiel: Carl Binder      |
| Die Sensoren der Stadt entdecken das Antikerschiff Aurora am Rande der Pegasusgalaxie. Das Team begibt sich an Bord der Daedalus zur Aurora und findet sie in schwer beschädigtem Zustand vor. Die Crew befindet sich seit Tausenden von Jahren in Stasiskapseln, wodurch sie in einer virtuellen Realität leben. Sheppard begibt sich in eine der Kapseln, um mit der Crew in Kontakt zu treten. Währenddessen entdecken Ronon und Teyla einen Wraith, der sich ebenfalls über eine Stasiskapsel in das System eingeklinkt hat. Außerdem nähern sich zwei Wraith-Kreuzer. Die Crew glaubt Sheppard zunächst nicht, dass sie sich alle in einer virtuellen Realität befinden. Der Wraith gibt sich als der erste Offizier des Schiffes aus und versucht so an Informationen über die Hyperantriebstechnologie der Antiker zu kommen, womit die Wraith die Erde erreichen könnten. In letzter Minute kann Sheppard den Kapitän der Crew überzeugen und erhält von ihm den Selbstzerstörungscode. Damit sprengt das Team die Aurora, was die gerade eingetroffenen Wraith-Kreuzer ebenfalls zerstört. Das Team konnte zwar keine nützlichen Informationen von der Crew erhalten, genauso wenig gelang dies aber den Wraith. |           |                                                          |                      |                      |                                       |               |                                                                  |
| 30 | 10        | Die verlorenen Männer (DVD) / Das Enzym (RTL 2)          | The Lost Boys        | 23. Aug. 2005        | 20. Sep. 2006                         | Brad Turner   | Martin Gero                                                      |
| Sheppards Team wird auf einen fremden Planeten gelockt und dann von dort entführt. Zu ihrer Überraschung steckt ihr alter Teamkollege Aiden Ford hinter der Entführung. Er hat sich eine Streitmacht aufgebaut, die die Wraith und die Genii überfallen und so immer genügend Nachschub von dem Enzym und Waffen haben. Das Team soll Fords Männern helfen, ein Wraithschiff zu sprengen, und, um dort hinzugelangen, soll McKay einen erbeuteten Jäger startklar machen. Da sich Ford aber denken kann, dass Sheppard so mit seinem Team flüchten wird, bleibt McKay als Geisel auf dem Planeten zurück. Widerwillig lässt sich Sheppard auf die Aktion ein, doch der Plan geht schief und das Team wird auf dem Schiff von den Wraith gefangengenommen … |           |                                                          |                      |                      |                                       |               |                                                                  |
| 31 | 11        | Bienenstock (DVD) / Im Netz der Königin (RTL 2)          | The Hive             | 6. Jan. 2006         | 27. Sep. 2006                         | Martin Wood   | Carl Binder                                                      |
| Die Wraithkönigin will Sheppard befragen, doch sie hört damit auf, als sich ein anderes Schiff nähert. Ford und sein Freund Kanayo leiden an dem Entzug des Enzyms. Kanayo stirbt, und Ford wird von den Wraith zur Genesung weggebracht. Das Team versucht vergeblich zu fliehen, und Sheppard bekommt eine junge Frau mit in seine Zelle, die er befreit hat. Sie stellt Fragen über seine Heimat, doch Sheppard beantwortet sie nicht. Die Frau ist nämlich eine Wraith-Anbeterin, die für ihre Dienste mit der Verschonung ihres Lebens belohnt wird. McKay hat währenddessen eine hohe Dosis des Enzyms zu sich genommen, und er kann so nach Atlantis fliehen. Dort muss er einen schweren Entzug durchmachen. Ford geht es wieder besser, und er befreit das Team. Sheppard beschießt mit einem Jäger das andere Schiff, und beide Schiffe beginnen sich zu bekämpfen, bis sie sich gegenseitig zerstören. Das Team kehrt heil nach Atlantis zurück, doch Fords Schicksal bleibt ungeklärt. |           |                                                          |                      |                      |                                       |               |                                                                  |
| 32 | 12        | Offenbarung (DVD) / Epiphanie (RTL 2)                    | Epiphany             | 13. Jan. 2006        | 4. Okt. 2006                          | Neil Fearnley | Handlung: Joe Flanigan & Brad Wright Schauspiel: Brad Wright     |
| Auf einer Erkundungstour auf einem fremden Planeten entdeckt Sheppards Team ein Antikerportal, in das Sheppard hineingezogen wird. Auf der anderen Seite des Portals vergeht die Zeit viel schneller als auf unserer, und wenn dort ein Tag vergeht, vergehen bei uns nur Minuten. Sheppard hat ein Dorf entdeckt, in dem er monatelang lebt. Die Menschen dort sind Nachfahren der Antiker, die durch tägliches Meditieren den Aufstieg erreichen wollen. Doch sie werden auch von einem Monster bedroht, gegen das Sheppard immer allein antreten muss. Das Team findet schließlich einen Weg, Sheppard zu retten, und die Menschen steigen auf, nachdem sie das Monster besiegt haben. |           |                                                          |                      |                      |                                       |               |                                                                  |
| 33 | 13        | Kritische Masse (DVD) / Die Goa’uld schlagen zu (RTL 2)  | Critical Mass        | 20. Jan. 2006        | 11. Okt. 2006                         | Andy Mikita   | Handlung: Brad Wright & Carl Binder Schauspiel: Carl Binder      |
| Agent Barret vom NID überbringt General Landry im Stargate-Center schlechte Nachrichten: Die Goa'uld haben eine Bombe in Atlantis eingeschleust, die beim nächsten Anwählen des Stargates explodiert. Die Daedalus warnt Atlantis, und man sucht die Bombe und den Goa'uld. Die Stadt wird evakuiert, doch die Athosianer bleiben, da sie in Atlantis den seltenen natürlichen Tod der Athosianerin Charim feiern. Während man zuerst Dr. Kavanagh als Goa'uld verdächtigt, kann Colonel Caldwell im letzten Moment enttarnt werden, und die Stadt wird gerettet. |           |                                                          |                      |                      |                                       |               |                                                                  |
| 34 | 14        | Unter Druck (DVD) / Halluzinationen (RTL 2)              | Grace Under Pressure | 27. Jan. 2006        | 18. Okt. 2006                         | Martin Wood   | Martin Gero                                                      |
| McKay und Lt. Griffin fliegen mit dem Jumper gerade nach Atlantis, als die Triebwerke ausfallen und der Jumper ins Meer stürzt. Als das Glas bricht, opfert sich Griffin, um die Trennwand zu schließen, damit sich McKay ins Heckteil retten kann. Nun treibt er langsam ohne Kontakt zu Atlantis auf den Meeresgrund zu. Da er eine Kopfverletzung davongetragen hat, erscheint ihm eine Halluzination in Form von Samantha Carter, die ihn bei Bewusstsein hält. Sheppard und Dr. Zelenka suchen mit einem Jumper, dessen Schilde verstärkt wurden, unter Wasser nach McKay. Sie können ihn schließlich finden und retten. |           |                                                          |                      |                      |                                       |               |                                                                  |
| 35 | 15        | Der Turm                                                 | The Tower            | 3. Feb. 2006         | 25. Okt. 2006                         | Andy Mikita   | Joseph Mallozzi & Paul Mullie                                    |
| Sheppards Team entdeckt, dass ein Dorf von dem Adel tyrannisiert wird. Zu ihrer Überraschung stellen sie fest, dass der Adel in einem Nachbau der zentralen Turmspitze von Atlantis residiert und jederzeit Drohnen abfeuern kann. Sheppard wird wegen seines Antikergens in den Turm eingeladen, und er erfährt, dass der Lord Protector schwer krank ist. Dr. Beckett reist Sheppard nach und stellt fest, dass der Lord Protector vergiftet wurde. Hinter dem Mordanschlag stecken sein Sohn und der Kammerdiener Otho. Otho macht sich zum neuen Lord Protector, der das Dorf zerstören will. Sheppard duelliert sich mit ihm und gewinnt. Atlantis bekommt von seinem jetzigen neuen Handelspartner mehrere Drohnen und neue Jumper. |           |                                                          |                      |                      |                                       |               |                                                                  |
| 36 | 16        | Der lange Abschied (DVD) / Phoebus und Thalan (RTL 2)    | The Long Goodbye     | 10. Feb. 2006        | 8. Nov. 2006                          | Andy Mikita   | Damian Kindler                                                   |
| Sheppards Team entdeckt im All zwei Kapseln, in denen jeweils eine alte Frau und ein alter Mann liegen. Sie nehmen die Kapseln mit nach Atlantis, und das Bewusstsein der Frau wird auf einmal in Dr. Weir geladen. Die Frau stellt sich als Phoebus vor und bittet, mit ihrem Mann Thalan sprechen zu können. Dazu wird das Bewusstsein des alten Mannes in Sheppard geladen. Auf einmal überwältigen die beiden die Wachen, bewaffnen sich und beginnen sich zu bekriegen. Die beiden sind nämlich kein Paar, sondern die letzten Überlebenden zweier feindlicher Zivilisationen. Phoebus will Thalan um jeden Preis töten und hat kein Problem damit, unschuldige Zivilisten zu opfern. Sheppard und Weir können schließlich aufgespürt und betäubt werden. Sie werden wieder Herr über ihren Körper, da Phoebus und Thalan tot sind. |           |                                                          |                      |                      |                                       |               |                                                                  |
| 37 | 17        | Coup D’etat (DVD) / Der Staatsstreich (RTL 2)            | Coup D’etat          | 17. Feb. 2006        | 15. Nov. 2006                         | Martin Wood   | Martin Gero                                                      |
| Major Lornes Team wird vermisst und Ladon Radim von den Genii meldet sich in Atlantis. Er bietet Atlantis ein ZPM an, wenn Atlantis ihm hilft, Anführer Cowen zu stürzen. Elizabeth geht darauf ein, doch Ladon treibt ein falsches Spiel, denn er arbeitet immer noch mit Cowen zusammen und hat die Lantianer als Geiseln mit einem erloschenen ZPM angelockt. Ladon schlägt sich aber doch auf Sheppards Seite und flieht mit Sheppards und Lornes Team, ehe Cowen und seine Männer von einer Atombombe getötet werden. Ladon ist nun der neue Anführer der Genii und schließt mit Atlantis Frieden, als man ihm versichert, dass man seine Schwester und mehrere andere verstrahlte Genii heilen kann. |           |                                                          |                      |                      |                                       |               |                                                                  |
| 38 | 18        | Michael                                                  | Michael              | 24. Feb. 2006        | 22. Nov. 2006                         | Martin Wood   | Carl Binder                                                      |
| Das Team unter John Sheppard nimmt auf einem Planeten einen Wraith zu Forschungszwecken gefangen. An ihm wird eine neue Therapie getestet, die Wraith zu Menschen zurückverwandeln kann. Das Testobjekt mit dem Codenamen „Michael“ hat Zweifel an Sheppards aufgetischter Lüge über seine Herkunft, stellt selbst Nachforschungen an und findet heraus, dass er einst ein Wraith war. Mit seinem Wissen über Atlantis gelingt Michael die Flucht. |           |                                                          |                      |                      |                                       |               |                                                                  |
| 39 | 19        | Inferno                                                  | Inferno              | 3. März 2006         | 29. Nov. 2006                         | Peter DeLuise | Carl Binder                                                      |
| Die Bevölkerung von Taranis bittet Atlantis um Hilfe, da sie Probleme mit ihrem Schutzschildgenerator hat. Bei der Besichtigung der Anlage wird klar, dass es sich hierbei um einen Antiker-Außenposten handelt. Zudem entdecken Sheppard, Teyla und Ronon bei der Führung durch den Komplex ein Antiker-Kampfschiff. Als Rodney McKay die Logbücher einsieht, erkennt er, dass der Schild seit einem Jahr im Dauerbetrieb war. Dieser Betrieb entzog dem Vulkan, auf dem die Basis steht, über eine geothermische Anlage sehr viel Energie. Nun steht er kurz vor dem Ausbruch. Dieser Ausbruch würde den ganzen Planeten vernichten. Nach kurzem Zögern befiehlt der Senator von Taranis die Evakuierung nach Atlantis. Bei einem Flüchtlingsstrom versinkt schließlich das Stargate im Magma. Mit der Daedalus gelingt es, einige Gruppen von Flüchtlingen nach Atlantis zu bringen, aber ein großer Teil der Bevölkerung ist noch auf dem Planeten. Rodney McKay gelingt es schließlich, ein Hyperraumfester zu öffnen und mit der Orion, dem Antiker-Kampfschiff, in den Orbit von Taranis zu springen. |           |                                                          |                      |                      |                                       |               |                                                                  |
| 40 | 20        | Die Verbündeten (DVD) / Das Bündnis (RTL 2)              | Allies               | 10. März 2006        | 6. Dez. 2006                          | Andy Mikita   | Martin Gero                                                      |
| Michael Kenmore meldet sich überraschenderweise auf Atlantis, und er und seine Königin reisen zu den Lantianern. Die Wraith erklären, dass das Retrovirus es ihnen ermöglicht, sich an feindlichen Wraith zu nähren. Mit der Hilfe von Atlantis wollen sie feindliche Schiffe mit dem Retrovirus kontaminieren. Im Austausch gegen das Retrovirus erhält Atlantis alle Informationen über die Wraith. Doch als McKay und Ronon auf das Basisschiff reisen, werden sie plötzlich gefangengenommen, denn die Wraith haben durch ein Computervirus in Atlantis die Lage der Erde herausgefunden und wollen nun dort hinreisen … |           |                                                          |                      |                      |                                       |               |                                                                  |

## Staffel 3
Die Atlantis-Expedition entdeckt in einer von den Antikern geschaffenen Waffe – die ursprünglich gegen die Wraith eingesetzt werden sollte, aber menschenähnliche Gestalt annahm und daraufhin aufgegeben wurde – einen neuen, übermächtigen Gegner, der an die menschenähnlichen Replikatoren-Modelle der Vorgängerserie erinnert. Auch die Wraith sind noch immer ein gefährlicher Gegner, jedoch stellt sich immer mehr heraus, dass sie vielschichtiger sind als angenommen. Zudem wird die Intergalaktische Gatebrücke gebaut, die aus einer Reihe zwischen den Galaxien positionierter Stargates besteht und eine Verbindung zwischen Erde und Atlantis ohne ZPM möglich macht.
Die dritte Staffel, deren Handlung zeitlich parallel zur zehnten Staffel von Stargate SG-1 abläuft, wurde am 24. Oktober 2005 offiziell bestätigt. Drehbeginn war der 20. Februar 2006 in Vancouver. Die ersten 10 Folgen strahlte der SciFi-Channel ab dem 14. Juli 2006 aus. Die weltweite Erstausstrahlung ab der 11. Folge nahm der kanadische Sender Movie Central am 20. November 2006 auf. Die deutsche Erstausstrahlung erfolgte ab dem 17. Oktober 2007 auf RTL II.
Gegen Ende der Staffel verabschieden sich zwei Hauptcharaktere: Dr. Beckett stirbt in der Episode Ein freier Tag (im Original Sunday), so dass Paul McGillion vorläufig aus der Serie ausschied. Dr. Weir, die Leiterin der Atlantis-Expedition, wird bei der Flucht des Stadtschiffs Atlantis im abschließenden Cliffhanger der Staffel mit dem Titel Der Angriff (im Original First Strike) schwer verletzt. In der ab 2007 produzierten vierten Staffel sollte sie lediglich in einzelnen Folgen vorkommen.
| Nr. (ges.) | Nr. (St.) | Deutscher Titel                | Originaltitel         | Erstausstrahlung USA | Deutschsprachige Erstausstrahlung (D) | Regie            | Drehbuch                                                          |
| --- | --------- | ------------------------------ | --------------------- | -------------------- | ------------------------------------- | ---------------- | ----------------------------------------------------------------- |
| 41 | 1         | Niemandsland                   | No Man's Land         | 14. Juli 2006        | 17. Okt. 2007                         | Martin Wood      | Martin Gero                                                       |
| Bei dem Bruch des Bündnisses (siehe 2x20) werden Ronon Dex und Rodney McKay von dem Wraith Michael (siehe 2x18) und seinen Verbündeten entführt. Während des Gefechtes zwischen den zwei Wraith-Basisschiffen und der Daedalus gelingt es Sheppard, sich in einer F-302 am Bug eines der zwei Basisschiffe festzuklammern und mit ihm in den Hyperraum genommen zu werden. Währenddessen gelingt es Ronon Dex, sich und Rodney McKay zu befreien. Nachdem die zwei Basisschiffe den Hyperraum verlassen haben, tritt John Sheppard mit Michael in Kontakt. Dieser hilft ihm, da er ebenfalls von den Wraith verraten wurde. In Atlantis wurde derweil Dr. Weir zur Erde zurückgerufen, da das IOA sie als Sündenbock für einen möglichen Wraithangriff auf die Erde haben will. Der Daedalus gelingt es schließlich, mit dem Antikerkampfschiff Orion (siehe 2x19) die zwei Basisschiffe einzuholen und in einen Kampf zu verwickeln. Bei dem Kampf wird die Orion schließlich zerstört und die Daedalus verliert ihre Lebenserhaltungssysteme. Das Team um Sheppard fasst schließlich den Plan, das durch das Bündnis verbesserte Retrovirus auf das kampfunfähige Wraith-Basisschiff zu beamen und eigene Leute dorthin zu verfrachten. Dies gelingt, da das Virus schon in kurzer Zeit die Wraith in Menschen zurückverwandelt hat. |           |                                |                       |                      |                                       |                  |                                                                   |
| 42 | 2         | Ein schlechter Plan            | Misbegotten           | 21. Juli 2006        | 24. Okt. 2007                         | Martin Wood      | Joseph Mallozzi & Paul Mullie                                     |
| Im Orbit über der Stadt Atlantis taucht ein Wraith-Basisschiff aus dem Hyperraum auf. Atlantis gelingt es, sich zu tarnen und die Waffenplattform zu aktivieren. Doch noch bevor sie das Feuer auf das Wraith-Basisschiff eröffnen können, erhalten sie die Nachricht, dass das Wraith-Basisschiff unter der Kontrolle von John Sheppard ist und die Daedalus und ihre Besatzung sich bei ihnen befinden. Außerdem ist es mit dem Einsatz des Retrovirus gelungen, um die 200 Wraith in Menschen zurückzuverwandeln (siehe 3x01). Diese Menschen werden nun auf einem Planeten zu Forschungszwecken angesiedelt und in Behandlung gehalten. Allerdings kommt nach einiger Zeit eine Gruppe von verwandelten Menschen hinter den Vorwand der Quarantäne und das Geheimnis, dass sie einst Wraith waren. Den Verwandelten gelingt es, alle Soldaten zu töten und Dr. Beckett gefangen zu nehmen. Schließlich gelingt es Sheppards Team, Dr. Beckett zu befreien, die verwandelten Wraith werden allerdings von einem Wraith-Basisschiff aufgesammelt. |           |                                |                       |                      |                                       |                  |                                                                   |
| 43 | 3         | Der Zaubertrank                | Irresistible          | 28. Juli 2006        | 31. Okt. 2007                         | Martin Wood      | Handlung: Brad Wright & Robert C. Cooper Schauspiel: Carl Binder  |
| Auf der Suche nach nicht benötigten Stargates für die Stargatebrücke von Atlantis zur Erde trifft das Team um John Sheppard auf einem Planeten einen Mann namens Lucius, der behauptet, sehr weitreichende Kenntnisse in dem Bereich Medizin zu haben. Zurück in Atlantis schickt Dr. Weir Dr. Carson Beckett zu Lucius. Als Dr. Beckett zurückkommt, nimmt er Lucius mit nach Atlantis mit der Begründung, dass Lucius ein guter Verbündeter wäre. Im Laufe des Aufenthaltes von Lucius auf Atlantis verwandeln sich alle Mitglieder der Atlantis-Expedition in Lucius-Fans. Alle bis auf Sheppard, dem es gelingt, Dr. Carson Beckett zu rehabilitieren. Dr. Beckett fängt an zu forschen und findet heraus, dass die angeblichen Heilkräuter in Wirklichkeit der Grund für das Verhalten des Atlantispersonals sind. Indem Sheppard und Beckett Lucius entführen, gelingt es ihnen, mit dem Atlantispersonal einen Entzug zu machen. Schließlich schickt man Lucius ohne seine Kräuter wieder auf seinen Planeten. |           |                                |                       |                      |                                       |                  |                                                                   |
| 44 | 4         | Sateda                         | Sateda                | 4. Aug. 2006         | 7. Nov. 2007                          | Robert C. Cooper | Robert C. Cooper                                                  |
| Bei einem Besuch auf einem zuvor unbekannten Planeten erkennen einige Dorfbewohner Ronon Dex als einen „Läufer“ (siehe 2x03) und rufen ihn bei dem Namen „Wraithbringer“. Nun tauchen bewaffnete Dorfbewohner auf und nehmen während des Gefechtes Ronon, Teyla und John Sheppard gefangen. Nur Rodney McKay gelingt verletzt die Flucht zurück nach Atlantis. Etwas später wachen Ronon, Teyla und Sheppard in einem käfigartigen Gefängnis auf. Ronon erzählt schließlich, warum alle im Dorf vor ihm Angst haben. Als er noch Läufer war, hatte er in dem Dorf Zuflucht gesucht und die Wraith haben es auf der Suche nach ihm zerstört. Damit dies nicht wieder geschieht, haben die Dorfbewohner nun ein Gerät, mit dem sie die Wraith rufen können. Mit der Androhung des Suizides gelingt es Ronon, Teyla und Sheppard die Freiheit zu geben. Während Sheppard und Teyla nach Atlantis zurückkehren, holen sich die Wraith derweil Ronon. Sie pflanzen ihm einen Peilsender ein und setzen ihn auf seiner Heimatwelt Sateda zur Jagd aus. Während Ronon auf Sateda um sein Leben kämpft, gelingt es Rodney McKay, das Signal des Peilsenders von Ronon aufzufangen und zu orten. Mit Hilfe der Daedalus gelingt es, den Planeten zu erreichen und Ronon zu retten.                                                              |           |                                |                       |                      |                                       |                  |                                                                   |
| 45 | 5         | Der Bruderstreit               | Progeny               | 11. Aug. 2006        | 14. Nov. 2007                         | Andy Mikita      | Carl Binder                                                       |
| Bei der Erforschung des Stargate-Netzes trifft das Atlantis-Team auf eine fortschrittliche Zivilisation, die den Antikern ähnelt. Doch bei einem diplomatischen Gespräch kommen dem Atlantis-Team erste Zweifel, ob dies wirklich die Antiker sind. Als das Team nach Atlantis abreisen will, werden sie gefangen genommen, da sie wichtige Informationen über Atlantis hätten. Das Team wird gefoltert, um an die Gate-Adresse von Atlantis zu gelangen. Dabei findet das Team heraus, dass die angeblichen Antiker in Wirklichkeit Replikatoren unter dem Namen Asuraner sind. Einige der Asuraner wollen den Aufstieg erreichen und helfen dem Atlantis-Team bei der Flucht. Rodney McKay gelingt es, das Raumschiff der Asuraner zu zerstören. |           |                                |                       |                      |                                       |                  |                                                                   |
| 46 | 6         | Atlantis ruft                  | The Real World        | 18. Aug. 2006        | 21. Nov. 2007                         | Paul Ziller      | Carl Binder                                                       |
| Dr. Weir liegt im Koma. Naniten, die von Nian (siehe 3x5) auf sie übertragen wurden, haben die Kontrolle über ihren Körper übernommen. Währenddessen lebt Dr. Weir in einem Traum, wo sie nicht in Atlantis arbeitet und nichts mit dem Stargate-Programm zu tun hat. Schließlich gelingt es Sheppard auf Dr. Weir so einzuwirken, dass sie gegen die Naniten ankämpft und gewinnt. |           |                                |                       |                      |                                       |                  |                                                                   |
| 47 | 7         | Ein ungewöhnlicher Verbündeter | Common Ground         | 25. Aug. 2006        | 28. Nov. 2007                         | William Waring   | Ken Cuperus                                                       |
| Bei der Erkundung eines Planeten wird das Team von John Sheppard von abtrünnigen Genii (siehe 1x8) angegriffen. Dem Team gelingt die Flucht, doch Sheppard wird von den Genii gefangengenommen. Wie sich herausstellt, handelt es sich bei dem Entführer um den Kommandanten Kolya. Er fordert die Auslieferung von dem Anführer der Genii Ladon Radim und droht mit dem Tod von Sheppard durch einen ebenfalls gefangengenommenen Wraith. Mit Hilfe von den Genii gelingt es, einen Planeten zu finden, der auf die gesuchten Spezifikationen passt, doch wie sich herausstellt, ist es der falsche. In der Not verbünden sich der Wraith und Sheppard und fliehen. Mit Hilfe von Sheppards Team gelingt ihnen die Flucht vom Planeten. Zum Schluss setzt Sheppard den Wraith auf einem Wraith-Planeten aus. |           |                                |                       |                      |                                       |                  |                                                                   |
| 48 | 8         | Der doppelte Rodney            | McKay and Mrs. Miller | 8. Sep. 2006         | 5. Dez. 2007                          | Martin Wood      | Martin Gero                                                       |
| Rodney McKay und Samantha Carter brauchen die Hilfe von McKays Schwester, um eine verbesserte Form eines Zero Point Modules (ZPM) zu bauen, was auch gelingt. Doch bei dem Probelauf passiert etwas Unerwartetes: Ein Rodney McKay aus einer parallelen Welt taucht im Kern der Maschine auf. Er weist das Atlantis-Team darauf hin, dass die Maschine einen Riss in seiner Parallelwelt verursacht. Rodney McKay und seiner Schwester gelingt es, den Rodney McKay aus der Parallelwelt zurückzuschicken und den Riss zu schließen. Allerdings verbrauchen sie bei dem Versuch die komplette Energie ihres einzigen ZPMs. |           |                                |                       |                      |                                       |                  |                                                                   |
| 49 | 9         | Phantome                       | Phantoms              | 15. Sep. 2006        | 12. Dez. 2007                         | Martin Wood      | Carl Binder                                                       |
| Major Lennarts Team ist seit mehreren Stunden überfällig. Sheppard und sein Team machen sich auf die Suche nach ihnen und entdecken auf dem Planeten einige tote Genii. Bei der weiteren Untersuchung des Planeten entdecken sie eine Maschine, die die Wraith dort aufbauten. Etwas später finden Teyla und Ronon das vermisste Team, alle tot. Auf dem Rückweg zum Stargate fangen Mitglieder des Trupps an Phantome zu sehen. Als das Team versucht das Stargate zu aktivieren, explodiert ein Sprengsatz. Zwei Marines werden verletzt und einer stirbt. Die Halluzinationen der Teammitglieder steigern sich immer mehr, nur Teyla bleibt verschont, da sie Wraith-Gene in sich hat. Ihr gelingt es schließlich mit Hilfe von John Sheppard, die Maschine zu deaktivieren. |           |                                |                       |                      |                                       |                  |                                                                   |
| 50 | 10        | Die Rückkehr (Teil 1)          | The Return (Part 1)   | 22. Sep. 2006        | 19. Dez. 2007                         | Brad Turner      | Martin Gero                                                       |
| Das Atlantis-Team testet die fertiggestellte Stargatebrücke zwischen der Pegasus-Galaxie und der Milchstraße. Der Test ist erfolgreich, doch McKay erhält seltsame Daten. An den Koordinaten entdeckt die Daedalus ein Antikerkampfschiff, welches mit einfacher Lichtgeschwindigkeit vorbeifliegt. Das Schiff nimmt Kontakt zur Daedalus auf, und wie sich herausstellt, befinden sich an Bord des Schiffes 100 überlebende Antiker. Die Daedalus bringt die Antiker nach Atlantis, welches sie sofort unter ihre Kontrolle bringen. Das Team der Atlantis-Expedition kehrt nun zur Erde zurück. Einige bekommen eine Anstellung im Stargate-Center oder in Area 51. Währenddessen werden die Antiker in Atlantis von den Replikatoren-Modellen überrannt, da sie nicht wussten, dass Rodney McKay den Basiscode der Replikatoren verändert hat (siehe 3x05). Nun tritt das Atlantis-Team um John Sheppard an, um Jack O’Neill und Richard Woolsey zu retten. |           |                                |                       |                      |                                       |                  |                                                                   |
| 51 | 11        | Die Rückkehr (Teil 2)          | The Return (Part 2)   | 13. Apr. 2007        | 19. Dez. 2007                         | Brad Turner      | Martin Gero                                                       |
| Das Team um John Sheppard schafft es, in den Stargateraum von Atlantis einzudringen und diesen schwer zu beschädigen. Da die Jumperbucht ebenfalls von den Replikatoren-Modellen besetzt ist, müssen sie die Unterwasserbucht benutzen, doch diese ist geflutet und kann nur von außen bedient werden. Mit Hilfe von Jack O’Neill gelingt es, das Wasser in der Bucht abzupumpen, dabei werden sie allerdings von den Replikatoren gefangengenommen. Das Team von Sheppard versucht O’Neill und Woolsey zu befreien, sie werden allerdings von den Replikatoren unterbrochen. Durch Folter gelingt es den Replikatoren, den Plan des Teams in Erfahrung zu bringen und zu vereiteln. Doch schließlich gelingt es dem Team doch noch, Atlantis von den Replikatoren zu befreien. |           |                                |                       |                      |                                       |                  |                                                                   |
| 52 | 12        | Die Warnung                    | Echoes                | 20. Apr. 2007        | 2. Jan. 2008                          | Will Waring      | Handlung: Carl Binder & Brad Wright Schauspiel: Carl Binder       |
| In Atlantis mehren sich die Fälle von Visionen von einem Ereignis, welches dem Atlantis-Team aber völlig unbekannt ist. Bei einem Wasserscan stellt man fest, dass sich sehr viele Meeressäuger Atlantis nähern. Zu den Visionen kommt noch hinzu, dass Mitglieder der Expedition ohne ersichtlichen Grund versterben. Bei der Autopsie eines Verstorbenen stellt Dr. Beckett fest, dass er an den Folgen einer geplatzten Ader in seinem Kopf starb. Das Team findet schließlich heraus, dass alle 15.000 Jahre die Sonne des Systems eine Feuer- und Hitzewelle losschickt, welche Tieren und Menschen schadet. Die Antiker schafften es damals, den Schild der Stadt zu erweitern und den Tieren Schutz zu geben. Dem Team gelingt es mit der Daedalus, die Feuer- und Hitzewelle aufzufangen und zu absorbieren. |           |                                |                       |                      |                                       |                  |                                                                   |
| 53 | 13        | Kolyas Ende                    | Irresponsible         | 27. Apr. 2007        | 9. Jan. 2008                          | Martin Wood      | Joseph Mallozzi & Paul Mullie                                     |
| Auf einem Planeten, auf dem sich ein angeblicher Superheld befinden soll, trifft das Atlantis-Team um Sheppard auf Lucius (siehe 3x3). Dieser ist mit Hilfe eines Antiker-Kraftfeldes unbesiegbar. Da sein Ansehen mit der Zeit sank, beauftragte er einen Schlägertrupp, um wieder der Held des Dorfes zu sein. Dann tauchen auf einmal Genii-Truppen von Kolya auf. Sie fordern die Auslieferung von Sheppard und seinem Team, was auch passiert. Allerdings gelingt Sheppard die Flucht, er kehrt aber aufgrund der Androhung des Todes seiner Teammitglieder ins Dorf zurück. Während sich Sheppard ergibt, gelingt es Lucius, die Dorfbewohner zu mobilisieren und die Genii-Truppen zu stellen. Sheppard gelingt es schließlich, Kolya zu erschießen. |           |                                |                       |                      |                                       |                  |                                                                   |
| 54 | 14        | Rodneys Tao                    | Tao of Rodney         | 4. Mai 2007          | 16. Jan. 2008                         | Martin Wood      | Damian Kindler                                                    |
| Nachdem die Antiker (siehe 3x10 und 3x11) in Atlantis von den Replikatoren-Modellen hingerichtet wurden, hat das Team der Atlantis-Expedition nun wieder die Kontrolle über die Stadt. Rodney McKay und andere Wissenschaftler sind nun damit beschäftigt, die von den Antikern aktivierten Geräte abzuschalten. Dabei löst Rodney ohne es zu wollen ein Gerät aus, welches den Aufstieg beschleunigt. Bei einem Außeneinsatz zeigen sich bei Rodney erste Anzeichen von den Kräften der Antiker wie z. B. Telekinese oder Gedanken lesen. Von nun an wird immer mehr Antikerwissen in Rodneys Gehirn freigeschaltet. Mit diesem Wissen versucht Rodney die Situation in der Stadt zu verbessern und der Nachwelt etwas zu hinterlassen. Dr. Weir und andere Mitglieder seines Teams wollen allerdings, dass er sich durch Entspannung und Meditation auf den bevorstehenden Aufstieg vorbereitet. Schließlich bekommt Rodney bei einer Meditation einen Anfall und kann Dr. Carson Beckett noch mitteilen, wie der Prozess des Aufstieges verhindert werden kann. Das Team schafft es noch Rodney auf die Maschine zu legen und zu aktivieren. Die Maschine kehrt den Aufstiegsprozess um und Rodney überlebt. Allerdings wird bei dem Prozess Rodney das gesamte Antikerwissen wieder entzogen.                                      |           |                                |                       |                      |                                       |                  |                                                                   |
| 55 | 15        | Das Spiel                      | The Game              | 11. Mai 2007         | 23. Jan. 2008                         | Will Waring      | Handlung: Don Whitehead & Holly Henderson Schauspiel: Carl Binder |
| Als sich Major Lawn von einem Planeten zurückmeldet zeigt er eine Fahne auf der Rodneys Kopf zu sehen ist. Rodney hat direkt eine Idee woher die Bevölkerung sein Gesicht kennt. Er und Sheppard haben bei der Erkundung von Atlantis einen Raum mit Konsolen gefunden. Mit diesen Konsolen konnte man eine Art von Siedler spielen, nur dass dies in der Wirklichkeit geschah. Als das Team um Sheppard Kontakt zu der Bevölkerung aufnimmt, erfahren sie von Spannungen zwischen den zwei Völkern. Das Team nimmt jeweils einen Stellvertreter von jedem Volk mit um sie über dieses Projekt in Kenntnis zu setzen. Als das Team den Stellvertretern die Konsolen zeigt, gibt einer von ihnen einen Befehl, ohne dass es bemerkt wird. Dies führt fast zum Kriegsausbruch. Dem Atlantis Team gelingt es doch noch die Völker zum Frieden zu bewegen. |           |                                |                       |                      |                                       |                  |                                                                   |
| 56 | 16        | Die Arche                      | The Ark               | 18. Mai 2007         | 30. Jan. 2008                         | Martin Wood      | Handlung: Scott Nimerfro & Ken Cuperus Schauspiel: Ken Cuperus    |
| Im Mond eines Planeten entdeckt Sheppards Team eine Raumstation. Als McKay die Lebenserhaltungssysteme aktiviert, erwacht ein Bewohner des Planeten auf der Raumstation. Er erzählt, dass sein Volk tot ist und nur ein paar in einem Wraith Beamgerät überlebt haben. Als er von einem weiteren Erwachten erfährt, dass das zweite Shuttle mit seiner Frau und seinem Kind niemals angekommen ist, versucht er sich und alle anderen zu töten. Dies gelingt ihm allerdings nicht. Nun sitzt das Team von Sheppard in der beschädigten Raumstation fest. Als das Rettungsteam eintrifft ist es für Teyla zu spät. Der letzte Wiederbelebte hat Teyla mit in das Speichergerät genommen um das Atlantis Team dazu zu zwingen sein Volk mitzunehmen. Schließlich schafft es Sheppard mit dem verbliebenen Raumschiff das Speichergerät zu retten und Teyla zu befreien. |           |                                |                       |                      |                                       |                  |                                                                   |
| 57 | 17        | Ein freier Tag                 | Sunday                | 1. Juni 2007         | 6. Feb. 2008                          | Will Waring      | Martin Gero                                                       |
| Zwei Wissenschaftler finden in Atlantis ein Labor mit einem speziellen Gerät. Ihnen gelingt es das Gerät einzuschalten, aber als sie feststellen, das von dem Gerät Strahlung ausgeht, schalten sie es wieder ab. Einige Stunden später stirbt einer der zwei Wissenschaftler durch eine Explosion, die von ihm ausging. Durch den Tod des Wissenschaftlers wird McKay auf die Maschine aufmerksam. Er findet heraus, dass die Maschine dafür sorgt, dass in lebenden Körpern hinter der Lunge ein Pfropf aus Säuren entsteht der irgendwann explodiert. Alle Sicherheitsteams machen sich auf die Suche nach dem zweiten Wissenschaftler und finden diesen bewusstlos. Dr. Beckett will trotz der möglichen Explosion operieren. Es gelingt ihm den Pfropf zu entfernen, doch bei der Übergabe zum Bombenkommando explodiert der Pfropf und tötet Dr. Beckett und einen Marine. |           |                                |                       |                      |                                       |                  |                                                                   |
| 58 | 18        | Untergetaucht                  | Submersion            | 8. Juni 2007         | 13. Feb. 2008                         | Brenton Spencer  | Ken Cuperus                                                       |
| Das Atlantis Team entdeckt in der Datenbank von Atlantis den Standort einer Energie Bohrplattform. So machen sie sich auf den Weg. Als das Team die Plattform betritt, nimmt die Plattform ihren Betrieb wieder auf. Ohne es zu Wissen erweckt das Atlantis-Team eine Wraith-Königin, die, nachdem ihr Schiff ins Meer gestürzt war, im Kälteschlaf lag. Als Teyla versucht mit der Königin in Kontakt zu treten, übernimmt diese die Kontrolle über sie und deaktiviert einige Systeme. Ronon und Sheppard gelingt es Teyla und die Königin gefangen zu nehmen. Bei dem Verhör der Königin findet Teyla heraus, dass die Königin die Selbstzerstörung ihres Schiffes aktiviert hat. Die Königin flieht von der Bohrstation und stellt Sheppard auf dem Wraith-Schiff. Nachdem die Königin die Selbstzerstörung deaktiviert hat, töten Rodney und Sheppard die Königin. |           |                                |                       |                      |                                       |                  |                                                                   |
| 59 | 19        | Rache                          | Vengeance             | 15. Juni 2007        | 20. Feb. 2008                         | Andy Mikita      | Carl Binder                                                       |
| Das Atlantis-Team besucht den neuen Planeten der Taraner, da sie sich seit längerer Zeit nicht gemeldet haben. Das Team um Sheppard entdeckt unter der Siedlung der Taraner ein Tunnelsystem. Bei der näheren Untersuchung der Tunnel trifft das Team auf ein Wesen aus Iratuskäfer und Mensch. Des Weiteren finden sie die Leichen aller Taraner der Siedlung. Als das Team wieder nach Atlantis zurückwill, entdeckt Rodney, dass das Anwahlgerät nicht funktioniert. Zurück in der Siedlung wird das Team von den Wesen wieder angegriffen, dabei wird Teyla vom Rest des Teams getrennt. Später findet das Team heraus, dass Michael (siehe 2x18) hinter alledem steckt. Das Team um Sheppard findet schließlich Teyla wieder und ihnen gelingt die Flucht. |           |                                |                       |                      |                                       |                  |                                                                   |
| 60 | 20        | Der Angriff                    | First Strike          | 22. Juni 2007        | 27. Feb. 2008                         | Martin Wood      | Martin Gero                                                       |
| Bei einem Routineflug über den Replikatoren-Planeten Asura macht die Apollo Fotos von Schiffswerften der Replikatoren. Diese Bilder beweisen, dass die Replikatoren planen die Erde anzugreifen. Daher hat man vor, alle Schiffswerften mit Atomsprengköpfen zu beschießen, was auch passiert. Als Reaktion auf diesen Anschlag schicken die Replikatoren Atlantis eine Vorrichtung, welche einen dauerhaften Laserstrahl auf Atlantis feuert. Da selbst das Versenken der Stadt nicht hilft, beschließt man, Atlantis zu einem anderen Planeten zu fliegen. Beim Start von Atlantis wird allerdings der Kommandoturm schwer von dem Laser getroffen und Dr. Weir und andere Expeditionsmitglieder schwer verletzt. Des Weiteren fällt Atlantis viel zu früh aus dem Hyperraum und schwebt mitten im Nirgendwo. |           |                                |                       |                      |                                       |                  |                                                                   |

## Staffel 4
Atlantis wird nach dem Angriff der Replikatoren nicht nur auf einen anderen Planeten versetzt, sondern erhält auch eine neue Führung: Samantha Carter ersetzt die nicht mehr zur Verfügung stehende Dr. Weir und leitet fortan die Geschicke der Antiker-Stadt.
Am 21. August 2006 bestätigte der US-amerikanische SciFi-Channel die Absetzung von Stargate SG-1, gab aber im gleichen Atemzug bekannt, eine vierte Staffel zu Stargate Atlantis bestellt zu haben. Ausstrahlungsstart in den Vereinigten Staaten war der 28. September 2007. Die 4. Staffel war zuerst auf DVD in Holland mit deutscher Tonspur im Oktober 2008 erhältlich. Der Ausstrahlungsbeginn der 4. Staffel im Fernsehen war der 16. Februar 2009 im deutschen SciFi Kanal, Montag bis Donnerstag jeweils ab 20:15 Uhr, und endete am 19. März 2009. RTL II sendete ab dem 25. Februar 2009 immer mittwochs um 20:15 Uhr zwei Folgen der 4. Staffel. Die Ausstrahlung war damit am 29. April 2009 abgeschlossen.
Der Auftritt von Samantha Carter in einer wiederkehrenden und wichtigen Rolle der Serie ist mitunter darin begründet, dass die Darstellerin Amanda Tapping aufgrund ihrer Babypause in der neunten Staffel der Serie Stargate SG-1 bereits vorzeitig eine Vertragsverlängerung für eine elfte Staffel unterzeichnete. Da die Serie jedoch nicht fortgesetzt wurde, brachte man den Charakter für eine Staffel nach Atlantis.
Weitere Änderungen in der Besetzung betrafen Torri Higginson (Dr. Elizabeth Weir). Sie war nur noch in Gastauftritten zu sehen. Jewel Staite übernahm als Dr. Jennifer Keller die Rolle der leitenden Medizinerin auf Atlantis von Paul McGillion (Dr. Carson Beckett).
| Nr. (ges.) | Nr. (St.) | Deutscher Titel            | Originaltitel             | Erstausstrahlung USA | Deutschsprachige Erstausstrahlung (D) | Regie            | Drehbuch                                   |
| --- | --------- | -------------------------- | ------------------------- | -------------------- | ------------------------------------- | ---------------- | ------------------------------------------ |
| 61 | 1         | Verloren im All            | Adrift                    | 28. Sep. 2007        | 16. Feb. 2009                         | Martin Wood      | Martin Gero                                |
| Nachdem Atlantis zu früh aus dem Hyperraum gefallen ist (siehe 3x20) stellen Rodney McKay und sein Team fest, dass bei dem Treffer des Laserstrahls der Replikatoren mehrere Energie-Hauptleitungen getroffen wurden. Die Stadt verliert dadurch eine Menge Energie. Dr. Zelenka gelingt es die Energieleitungen zu reparieren. Währenddessen stellt man fest, dass sich Atlantis auf einem Kollisionsflug mit einem Asteroidengürtel befindet. Deshalb startet man alle Jumper und zerstört die Asteroiden, die in der Flugschneise von Atlantis liegen. Doch einige der Asteroiden beschädigen das Hyperantriebs-Kontrollmodul. Während Dr. Zelenka und Sheppard das Problem beheben, muss Rodney die Entscheidung treffen ob er die Naniten in Dr. Weir (siehe 3x5) wieder aktiviert, da sie ihre einzige Überlebenschance sind. Schließlich aktiviert Rodney die Naniten und Dr. Weir wird wieder gesund, doch ebenfalls hat Atlantis durch die verzögerte Reparatur des Hyperantriebsmodules nicht mehr genug Energie für einen Hyperraumsprung.                                             |           |                            |                           |                      |                                       |                  |                                            |
| 62 | 2         | Rettungsleine              | Lifeline                  | 5. Okt. 2007         | 17. Feb. 2009                         | Martin Wood      | Carl Binder                                |
| Das Atlantis-Team um Sheppard beschließt von den Replikatoren ein Zero Point Module (ZPM) zu stehlen, da ihres nicht mehr genug Energie für einen Hyperraumsprung hat. Mit dem getarnten Puddle Jumper und der zum Teil aus Naniten bestehenden Dr. Weir gelingt es unbemerkt in die Stadt einzudringen und mithilfe eines Anti-Replikatoren-Kraftfeldes eines der vielen ZPMs zu stehlen. Des Weiteren entdeckt Rodney im Basiscode der Replikatoren einen Befehl, welcher besagt, dass die Replikatoren die Wraith angreifen sollen. Bei dem Versuch das Programm hochzuladen wird das Team von Replikatoren angegriffen. Dr. Weir gelingt es, die Replikatoren einzufrieren und ihrem Team die Flucht zu ermöglichen. Mithilfe der Apollo gelingt dem Team die Flucht und Atlantis kann mit dem neuen ZPM die restliche Reise antreten und auf dem neuen Planeten landen. |           |                            |                           |                      |                                       |                  |                                            |
| 63 | 3         | Das Wiedersehen            | Reunion                   | 12. Okt. 2007        | 18. Feb. 2009                         | Will Waring      | Joseph Mallozzi & Paul Mullie              |
| Teyla und Ronon finden auf einem Planeten einige seiner alten Kameraden aus Sateda wieder. Diese haben den Holocaust nur überlebt, weil sie den Planeten für einen Präventivschlag gegen die Wraith verlassen haben. Auf Atlantis trifft das neue Führungspersonal ein, Samantha Carter. Mithilfe von Sheppards Team infiltrieren Ronons Kameraden ein Wraithlabor. Dort stellt sich heraus, dass Ronons Kameraden Wraithanbeter sind. Ronon gelingt die Flucht. Mit der Verstärkung aus Atlantis gelingt es Ronon seine ehemaligen Kameraden auszuschalten und das Team um Sheppard zu befreien. |           |                            |                           |                      |                                       |                  |                                            |
| 64 | 4         | Doppelgänger               | Doppelganger              | 19. Okt. 2007        | 19. Feb. 2009                         | Robert C. Cooper | Robert C. Cooper                           |
| Bei der Erkundung eines neuen Planeten berührt Sheppard aus Versehen eine Art von leuchtendem Kristall und wird weggeschleudert. Bei der Untersuchung in Atlantis wird nichts festgestellt. Allerdings bekommen einige Expeditionsmitglieder Albträume, in denen Sheppard eine Hauptrolle spielt. Die Albträume finden ihren Höhepunkt, in dem Major Lorne Sheppard mit einer Pistole bedroht und ihm vorwirft, ein Replikator zu sein. Ein Team von Wissenschaftlern geht auf den Planeten zurück und nimmt einen der Kristalle mit. Mit dem Kristall gelingt es, das Energiewesen, welches in Shepphard lebte, zu lokalisieren – und zwar in Rodney. Rodney und Sheppard verbinden sich mit Hilfe einer Maschine um das Wesen zur Rückkehr in den Kristall zu zwingen. Rodney erleidet dabei einen Herzstillstand und bei der Wiederbelebung springt das Wesen auf Sheppard über. Rodney und Sheppard gelingt es schließlich, das Wesen in den Kristall zu verbannen. |           |                            |                           |                      |                                       |                  |                                            |
| 65 | 5         | Reisende                   | Travelers                 | 26. Okt. 2007        | 23. Feb. 2009                         | Will Waring      | Joseph Mallozzi & Paul Mullie              |
| Als Sheppard auf dem Rückweg von einer Forschungsstation nach Atlantis ist, wird er von einer neuartigen Rasse, den Reisenden angegriffen. Diese wollen, dass er ihnen hilft Antiker-Technologie eines Antikerkampfschiffes für sie nutzbar zu machen. Als nur noch die Anführerin der Reisenden Larin und Sheppard an Bord des Schiffes sind, landet urplötzlich ein Wraithschiff im Hangar des Kampfschiffes. Larin und Sheppard erkennen den Ernst der Lage und arbeiten notgedrungen zusammen und können die Wraith besiegen. Schließlich lässt Larin Sheppard frei. |           |                            |                           |                      |                                       |                  |                                            |
| 66 | 6         | Tabula Rasa                | Tabula Rasa               | 2. Nov. 2007         | 24. Feb. 2009                         | Martin Wood      | Alan McCullough                            |
| In Atlantis bricht eine Epidemie aus. Alle Menschen bekommen zunächst Schwindelanfälle und Kopfschmerzen. Etwas später wissen sie nicht mehr, wer sie sind oder woher sie kommen. Es stellt sich heraus, dass ein mutiertes Bakterium einer Kinderkrankheit aus der Pegasusgalxie dahinter steckt. Ronon und Sheppard fliegen aufs Festland, um nach einem bestimmten Kraut zu suchen, welches die Krankheit kurieren kann. In Atlantis sind derweil Suchtrupps unterwegs, welche die Infizierten einsammeln und in Sicherheitsgewahrsam nehmen. Ronon, Sheppard, Teyla und Rodney gelingt es schließlich, alle Expeditionsmitglieder zu kurieren. |           |                            |                           |                      |                                       |                  |                                            |
| 67 | 7         | Verschollen                | Missing                   | 9. Nov. 2007         | 25. Feb. 2009                         | Andy Mikita      | Carl Binder                                |
| Dr. Keller und Teyla statten Teylas Volk einen Besuch ab, da Dr. Keller nun Chefärztin ist und so sich auch um Teylas Volk kümmern muss. Als Teyla und Dr. Keller durch das Stargate auf den Planeten kommen und in der Siedlung keinen Menschen finden, sondern eine neue Rasse, die Wulakai, stellt sich Teyla ein unheimlicher Verdacht. Bei der Flucht vor den Wulakai finden Teyla und Dr. Keller einen verletzten Genii. Schließlich werden Dr. Keller und Teyla gefangen, doch der Genii kann fliehen. In letzter Minute trifft noch Verstärkung aus Atlantis ein. |           |                            |                           |                      |                                       |                  |                                            |
| 68 | 8         | Der Seher                  | The Seer                  | 16. Nov. 2007        | 26. Feb. 2009                         | Andy Mikita      | Alan McCullough                            |
| Das Team um Sheppard hört von Geschichten über einen Mann, welcher in die Zukunft blicken kann. Von einem Treffen mit ihm erhofft sich das Team den momentanen Standort von Teylas Volk. Obwohl das Volk sehr scheu ist, wird Sheppards Team bereits am Stargate erwartet. Währenddessen trifft in Atlantis Richard Woolsey ein, er soll die Leistung des Atlantis-Personals bewerten und des Weiteren erhält Atlantis die Nachricht, dass sich der Wraith „Todd“ (siehe 3x7) mit Sheppard treffen will. Auf dem besagten Planeten nehmen Sheppard und seine Unterstützungsteams Todd gefangen. Todd will mit dem Atlantis-Team zusammenarbeiten, weil die Replikatoren nun die Nahrung der Wraith auslöschen, also Menschen. Dr. Keller holt derweil den Wahrsager zu näheren Untersuchungen nach Atlantis. Während der letzten Untersuchung stirbt der Wahrsager schließlich. Außerdem ist eines von Todds Basisschiffen mit dem Deaktivierungsbefehl unterwegs. Kurze Zeit später taucht ein weiteres Basisschiff aus dem Hyperraum auf und die zwei Basisschiffe vernichten sich gegenseitig. |           |                            |                           |                      |                                       |                  |                                            |
| 69 | 9         | Fehlentscheidung           | Miller's Crossing         | 30. Nov. 2007        | 2. März 2009                          | Andy Mikita      | Martin Gero                                |
| Rodney McKay bittet seine Schwester um Hilfe bei dem Replikatoren-Basiscode. In derselben Nacht wird sie entführt. Ronon, Sheppard und Rodney begeben sich auf die Erde um nach Rodney Schwester zu suchen. Dabei wird Rodney ebenfalls entführt. Der Entführer will, dass Rodney und seine Schwester ein Programm schreiben, welches die Naniten, die in der Tochter des Entführers sind aktiviert und einen Krebs heilt, was auch gelingt. Allerdings suchen sich die Naniten nach dem Krebs neue Aufgaben und stoppen das Herz, um einen Herzfehler zu korrigieren. Dabei verliert die Tochter das komplette Gedächtnis und muss alles von vorne lernen. Sheppard, Ronon und ein Trupp Marines befreien McKay und seine Schwester. Doch der Entführer hat Rodneys Schwester ebenfalls die Naniten injiziert. Rodney braucht nun Hilfe bei dem Verfassen eines Abschaltbefehls, dafür lässt er Todd aus der Pegasus-Galaxie holen. Mit dessen Hilfe gelingt es einen Abschaltbefehl zu schreiben und das Leben von Rodneys Schwester zu retten.                                                 |           |                            |                           |                      |                                       |                  |                                            |
| 70 | 10        | Die Mühsal der Sterblichen | This Mortal Coil          | 7. Dez. 2007         | 3. März 2009                          | Will Waring      | Brad Wright, Joseph Mallozzi & Paul Mullie |
| Das Stargate von Atlantis funktioniert nicht. Außerdem schlägt in die Bibliothek von Atlantis eine Drohne ein. Bei der Analyse stellt Rodney fest, dass sie von den Replikatoren stammt. Keine zehn Minuten später explodiert die Drohne. Ronon und Sheppard trainieren, dabei wird Sheppard an der Stirn verletzt. Als Sheppard in der Krankenstation auftaucht, ist die Platzwunde schon verheilt. Sheppard vermutet zunächst, dass die Gene des Wraith-Mädchens (siehe 2x7) damit zu tun haben. Doch andere Teammitglieder stellen auch ähnliche Ungereimtheiten fest. Auf eigene Faust brechen sie deshalb in die Krankenstation ein und erfahren so, dass sie aus Naniten bestehen. Später findet das Team heraus, dass sie nur Kopien der Originale sind. Kurz darauf wird das Atlantis der Replikatoren angegriffen und zerstört. Dem Team gelingt es, Kontakt zu dem echten Atlantis-Team aufzunehmen und ihm ein Gerät zu überreichen, welches die Positionen aller Replikatoren-Kampfkreuzer in der Pegasus-Galaxie anzeigt.                                                            |           |                            |                           |                      |                                       |                  |                                            |
| 71 | 11        | Große und kleine Sünden    | Be all my sins remember'd | 4. Jan. 2008         | 4. März 2009                          | Andy Mikita      | Martin Gero                                |
| Die Replikatoren zerstören weiterhin die menschlichen Siedlungen in der Pegasus-Galaxie. Währenddessen tauchen die Daeldalus und die Apollo in der Umlaufbahn des Planeten von Atlantis ein. Da das Abschaltprogramm von Rodney noch nicht fertig ist, beschließt man, die Replikatoren mit den zwei Erdschiffen zu vernichten. Innerhalb einer Woche schaffen es die Daedalus und die Apollo sieben Replikatoren-Schiffe zu zerstören. Doch die Replikatoren merken, dass sie angegriffen werden und ziehen ihre Flotte zusammen. Rodney hat mit der Zeit einen Weg gefunden, die Replikatoren zu deaktivieren. Dafür darf allerdings kein Replikatoren-Schiff entkommen. Mithilfe von Todd gelingt es, eine Allianz aus Wraith- und Atlantis-Schiffen zu schmieden. Des Weiteren bekommt das Atlantis-Team Hilfe von fünf Schiffen der Reisenden. Schließlich funktioniert Rodneys Plan und die Replikatoren werden vernichtet. |           |                            |                           |                      |                                       |                  |                                            |
| 72 | 12        | Kriegsbeute                | Spoils of War             | 11. Jan. 2008        | 5. März 2009                          | Will Waring      | Alan McCullough                            |
| Das Atlantis Team um Sheppard entdeckt das Signal von Todds Peilsender. Das Team begibt sich zu den Koordinaten und findet ein beschädigtes Wraith Basisschiff vor. Auf einem nahegelegenen Planeten entdeckt das Team eine Forschungseinrichtung der Wraith. Das Team findet Todd schließlich in einer Zelle. Todd erzählt dem Team, dass die angebliche Forschungseinrichtung in Wirklichkeit ein Klonlabor der Wraith ist. Des Weiteren sagt er, dass er bei dem Angriff gegen die Replikatoren Jäger losgeschickt hatte, welche drei Zero Point Module (ZPM) besorgt hatten. Diese ZPMs waren die einzige Möglichkeit, das Klonlabor mit Energie zu versorgen. Da die Klonanlage schon in Betrieb genommen wurde, entscheidet das Team, das schon beschädigte Basisschiff in das Labor zu steuern und mit dem Puddle Jumper durch das Stargate zu verschwinden. |           |                            |                           |                      |                                       |                  |                                            |
| 73 | 13        | Quarantäne                 | Quarantine                | 18. Jan. 2008        | 9. März 2009                          | Andy Mikita      | Carl Binder                                |
| Atlantis leitet ohne ersichtlichen Grund Quarantänemaßnahmen ein. Überall in der Stadt werden Menschen in Fahrstühlen festgehalten oder stecken in ihren Quartieren fest. Des Weiteren wurde ein Notsignal gesendet, welches herannahende Schiffe vor einer Seuche warnen soll. Allerdings könnte dieses Signal nun die Position von Atlantis preisgeben. Sheppard gelingt es in seinem Quartier die Scheibe einzuschlagen und den Kommandoturm von außen bis zum Kontrollraum emporzuklettern. Als Sheppard das Fenster des Kommandoturms einschlägt und das Notsignal deaktiviert, startet Atlantis die Selbstzerstörung, da sie das kaputte Fenster als unkontrollierten Ausbruch der Seuche sieht. Sheppard und einigen anderen Marines gelingt es schließlich mithilfe von Radek Zelenka die Selbstzerstörung zu deaktivieren. |           |                            |                           |                      |                                       |                  |                                            |
| 74 | 14        | Prinzessin Harmony         | Harmony                   | 25. Jan. 2008        | 10. März 2009                         | William Waring   | Martin Gero                                |
| Rodey und Sheppard sind zur Routine bei dem Volk mit dem zweiten Atlantis (siehe 2x15). Die Königsfamilie bittet Rodney und Sheppard um Hilfe. Da der Alte König gestorben ist, müssen alle möglichen Thronfolger und Thronfolgerinnen eine bestimmte Zeit alleine im Wald überleben. Da das jüngste Mitglied noch fast zu jung ist, sollen Sheppard und Rodney der möglichen Thronfolgerin helfen. Im Wald wird die Dreiergruppe urplötzlich von Genii-Truppen gefangen genommen. Doch die Gruppe schafft es zu überleben und findet heraus, dass eine der älteren Schwestern hinter den Angriff der Genii steckt. Sie wollte nicht, dass die jüngste Anwärterin die Prüfung schafft, da sie dem Druck als Königin noch nicht gewachsen sein würde. |           |                            |                           |                      |                                       |                  |                                            |
| 75 | 15        | Die Ausgestoßene           | Outcast                   | 1. Feb. 2008         | 11. März 2009                         | Andy Mikita      | Joe Flanigan & Carl Binder                 |
| Sheppards Vater ist gestorben. Bei der Beerdigung auf der Erde werden Ronon und Sheppard von einer Frau angesprochen. Sie arbeitete mit einem Wissenschaftler zusammen illegal an einem Replikator und dieser ist drei Wochen zuvor ausgebrochen. Mithilfe der Frau gelingt es Sheppard das Labor des Wissenschaftlers aufzuspüren und den Wissenschaftler festzunehmen. Der Daeldalus gelingt es derweil den Replikator aufzuspüren. Sheppard und ein Team Marines umstellen das Gebäude, doch der Replikator kann fliehen und tötet den Wissenschaftler. Sheppard stellt dem Replikator eine Falle, indem er mithilfe der Daedalus den Replikator in der Atmosphäre verglühen lässt. |           |                            |                           |                      |                                       |                  |                                            |
| 76 | 16        | Trio                       | Trio                      | 8. Feb. 2008         | 12. März 2009                         | Martin Wood      | Martin Gero                                |
| Rodney, Dr. Keller und Col. Carter sind auf dem Weg zu einer Siedlung, welche häufiger schwere Erdbeben erleidet. Auf dem Weg in das Dorf stürzt das Team in einen ehemaligen Stollen der Genii. Mehrere Fluchtversuche scheitern und der Stollen droht einzustürzen. Schließlich gelingt es der Gruppe mithilfe eines gefundenen Seiles in einen anderen Tunnel zu gelangen und zu entkommen. |           |                            |                           |                      |                                       |                  |                                            |
| 77 | 17        | Auf der Mittelstation      | Midway                    | 15. Feb. 2008        | 16. März 2009                         | Andy Mikita      | Carl Binder                                |
| Atlantis erhält Besuch von Teal’c. Er soll Ronon Dex auf ein Treffen mit Mitgliedern des IOAs vorbereiten. Zuerst sträubt sich Ronon dagegen. Doch als die Wraith die Mittelstation angreifen, arbeiten die beiden zusammen. Trotzdem gelingt es den Wraith ein Wurmloch zur Erde zu schaffen und das Stargate Center einzunehmen. Während Ronon und Teal’c sich um die Wraith auf der Erde kümmern, trifft ein Team aus Atlantis auf der Mittelstation ein. Dem Team gelingt es alle Wraith an Bord zu töten doch müssen sie mit einem Puddle Jumper fliehen da die Selbstzerstörung nicht abschaltbar ist. Ronon und Teal’c gelingt es alle Wraith auf der Erde zu töten. Auf dem Rückweg zur Pegasus-Galaxie mit der Daedalus sammelt Ronon den Puddle Jumper ein. |           |                            |                           |                      |                                       |                  |                                            |
| 78 | 18        | Verwandte (Teil 1)         | The Kindred (Part 1)      | 22. Feb. 2008        | 17. März 2009                         | Peter F. Woeste  | Joseph Mallozzi & Paul Mullie              |
| Teyla trifft in einem Traum ihren Mann K´naan. Er bittet sie zu einem Planeten zu kommen wo sie ihm in der Vergangenheit eine Kette gekauft hat. Sheppards Team geht zu dem Planeten und findet nichts. In der darauf folgenden Nacht träumt sie wieder von ihm. Teyla überredet Col. Carter sie mit Maj. Lorne nochmal den Planeten besuchen zu lassen. Diesmal schafft Teyla es, einen Mann gefangen zu nehmen, welcher die Kette an einen Händler verkauft hat. Bei der Rückkehr nach Atlantis wird Teyla zusammen mit dem Händler von einem Jäger aufgesammelt. Währenddessen stellt das Team um Sheppard mit der Hilfe des Wraith Todd fest, dass Mensch-Wraith-Hybrid Michael (siehe 2x18) an der Entführung von Teyla schuld ist und dass er es ist, der eine Seuche geschaffen hat, welche vielen Menschen in der Pegasus-Galaxie das Leben kostet. Des Weiteren war er es der Teylas Volk entführt hat. Das Team um Sheppard findet schließlich ein Labor von Michael und findet dort einen Klon von Dr. Carson Beckett. Allerdings ist Michael nicht dort.                              |           |                            |                           |                      |                                       |                  |                                            |
| 79 | 19        | Verwandte (Teil 2)         | The Kindred (Part 2)      | 29. Feb. 2008        | 18. März 2009                         | Peter F. Woeste  | Joseph Mallozzi & Paul Mullie              |
| In Atlantis erzählt Rodney, dass Dr. Beckett in Wirklichkeit nur ein Klon ist. Dieser will Sheppards Team helfen und erzählt von einer Stargate-Adresse, welche er sehen konnte. Das Team um Sheppard macht sich auf den Weg. In einer Taverne in der Nähe des Stargate wird das Team von einem Mann angegriffen. Dem Team gelingt es ihn auszuschalten. In Atlantis verrät der Mann dem Team die Adresse mit Michaels Labor. Während des Gefechtes gegen Michael und seine Soldaten wird Dr. Carson Beckett betäubt und Michael gelingt die Flucht. Allerdings gelang es dem Atlantis Team Teylas Volk vor Michael zu retten. Bei Dr. Beckett treten erste Erscheinungen auf die auf einen Fehler beim Klonen hinweisen. Damit er nicht stirbt begibt er sich in eine Stasis-Kapsel. |           |                            |                           |                      |                                       |                  |                                            |
| 80 | 20        | Der letzte Mann            | The Last Man              | 7. März 2008         | 19. März 2009                         | Martin Wood      | Joseph Mallozzi & Paul Mullie              |
| Sheppard wollte sich mit einem Spion der Genii treffen. Da dieser bei dem Treffpunkt nicht erscheint, geht Sheppard durch das Stargate nach Atlantis. Auf der anderen Seite muss Sheppard von einem Hologramm von Rodney leider erfahren, dass er 48.000 Jahre in der Zukunft gelandet ist und Atlantis aufgegeben wurde. Er bittet Sheppard, sich in eine Stasis-Kapsel zu begeben, denn in 700 Jahren würde es die Möglichkeit geben in die alte Zeit zurückzukehren. Allerdings ist der Weg zu den Stasis-Kapseln durch eingedrungenen Sand verschüttet. Während Sheppard den Außenweg benutzt, erzählt Rodney was aus den Expeditionsmitgliedern geworden ist. Schließlich gelingt es Sheppard in die Stasis-Kapsel zu gelangen und in seine Zeit zurückzukehren. |           |                            |                           |                      |                                       |                  |                                            |

## Staffel 5
Am 23. Oktober 2007 wurde bekannt gegeben, dass der US-amerikanische SciFi-Channel den Ableger der Stargate-Serie um eine weitere Staffel verlängert. Damit wurden insgesamt 100 Folgen von Stargate Atlantis gedreht. Staffelpremiere war am 11. Juli 2008 auf dem SciFi-Channel. Bald darauf wurde bekannt, dass die Serie nach Ablauf der 5. Staffel endet. Das Staffel- und damit auch Serienfinale wurde am 9. Januar 2009 auf dem SciFi-Channel ausgestrahlt. Die deutsche Erstausstrahlung der 5. Staffel begann am 12. August 2009 um 20:15 Uhr bei RTL II. Bis zum 26. August 2009 zeigte der Sender je zwei Folgen hintereinander; ab dem 2. September nur noch einzelne Folgen um 21:10 Uhr. Die deutsche Erstausstrahlung von Stargate Atlantis endete am 2. Dezember 2009.
Am Ende der fünften Staffel starten die Wraith einen Angriff auf die Erde. Atlantis wird in die Milchstraße gebracht, um dort den Angriff abzuwehren, was auch gelingt. Die letzte Szene der gesamten Serie zeigt die Stadt relativ unbeschadet vor der amerikanischen Westküste schwimmend, im Hintergrund die Golden Gate Bridge. Da die Stadt jedoch durch eine Tarnvorrichtung unsichtbar ist, hat die Weltbevölkerung noch immer nichts vom Stargate-Programm erfahren.
Einige Veränderungen der Besetzung gegenüber den vorigen Staffeln wurden bereits vor der Ausstrahlung bekannt:
- Jewel Staite (Dr. Jennifer Keller) gehörte zum regulären Hauptcast.
- Paul McGillion (Dr. Carson Beckett) nahm als Klon der ursprünglichen Figur eine wiederkehrende Rolle ein.
- Robert Picardo (Richard Woolsey) spielte für die 5. Staffel den Kommandanten von Atlantis.[13]
- Amanda Tapping (Dr. Samantha Carter) hatte daher nur noch Gastauftritte.
- Torri Higginson (Dr. Elizabeth Weir) war in der fünften Staffel nicht mehr zu sehen.[14]

| Nr. (ges.) | Nr. (St.) | Deutscher Titel          | Originaltitel           | Erstausstrahlung USA | Deutschsprachige Erstausstrahlung (D) | Regie            | Drehbuch                      |
| --- | --------- | ------------------------ | ----------------------- | -------------------- | ------------------------------------- | ---------------- | ----------------------------- |
| 81 | 1         | Such- und Rettungsaktion | Search and Rescue       | 11. Juli 2008        | 12. Aug. 2009                         | Andy Mikita      | Martin Gero                   |
| Auf dem Planeten an dem die Atlanter Teyla vermuten, geraten sie in einen Hinterhalt von Michael, bei dem sein ganzes Labor explodiert und das Team rund um Colonel Sheppard verschüttet wird. Samantha Carter startet eine Rettungsaktion, bei der sie zwar Sheppard & Co. retten können, aber von Michael in seinem Kreuzer überrascht werden. Auf diesem Schiff befindet sich auch Teyla, die von Colonel Sheppards Team zusammen mit ihrem Baby und dessen Vater Kanaan gerettet werden kann. Danach kann Michaels Schiff mithilfe der Daedalus zerstört werden. Der Verbleib von Michael bleibt aber unbekannt, da er anscheinend mit dem Puddle Jumper, mit dem Sheppard an Bord des Schiffs kommen konnte, fliehen konnte. Am Ende der Episode wird Samantha Carter das Amt des Leiters von Atlantis enthoben. Sie wird fortan durch Richard Woolsey ersetzt. |           |                          |                         |                      |                                       |                  |                               |
| 82 | 2         | Der Keim                 | The Seed                | 18. Juli 2008        | 12. Aug. 2009                         | William Waring   | Joseph Mallozzi & Paul Mullie |
| Dr. Keller arbeitet an einem Serum für Dr. Beckett, als ein Krankheitserreger bei ihr ausbricht. Nachdem Dr. Beckett wiederbelebt und auf dem Weg der Besserung ist, setzt sich der Erreger durch und beginnt eine Umwandlung, um möglicherweise zu einem Wraith-Basisschiff zu werden. Sheppard benutzt ein Jumper, um ein von Beckett entwickeltes Gegenmittel zu Keller zu bringen, was ihm gelingt: Der Erreger stirbt ab und Keller wird wieder vollständig gesund. |           |                          |                         |                      |                                       |                  |                               |
| 83 | 3         | Gelöste Fesseln          | Broken Ties             | 25. Juli 2008        | 19. Aug. 2009                         | Ken Girotti      | Joseph Mallozzi & Paul Mullie |
| Tyre, Ronons ehemaliger Freund von Sateda der sich als Wraith-Anbeter entpuppte, entführt Ronon und liefert ihn den Wraith aus. Da Tyre aber von den Wraith verstoßen wird, hilft er Sheppard's Team Ronon wieder zu finden. Ronons Willen konnte aber inzwischen durch Folter von den Wraith gebrochen werden und er steht nun loyal den Wraith gegenüber. Ronon kann aber von seinen Freunden überwältigt werden und wird von ihnen gerettet, während Tyre die Basis in die Luft sprengt. |           |                          |                         |                      |                                       |                  |                               |
| 84 | 4         | Die Daedalus-Variationen | The Daedalus Variations | 1. Aug. 2008         | 19. Aug. 2009                         | Andy Mikita      | Alan McCullough               |
| Atlantis entdeckt die Daedalus über dem Planeten, obwohl sich diese auf dem Weg zur Erde befindet. Als Sheppards Team mit einem Jumper zum Erdenraumschiff hinfliegt, entdecken sie, dass sich an Bord keine Menschen befinden, sich das Schiff aber auch nicht unter Caldwells Kommando befand. Diese Daedalus stammt aus einem Paralleluniversum und springt immer weiter in andere Realitäten. Das Team ist auf dem Schiff gefangen und muss einen Weg zurück in ihr Universum finden, was ihnen letztlich auch gelingt, nachdem sie eine neue feindliche Rasse kennen gelernt haben. |           |                          |                         |                      |                                       |                  |                               |
| 85 | 5         | Geist in der Maschine    | Ghost in the Machine    | 15. Aug. 2008        | 26. Aug. 2009                         | Ken Girotti      | Carl Binder                   |
| Sheppards Team hat im All technische Probleme mit dem Jumper, die später auf Atlantis übergehen. Dahinter steckt ein halbaufgestiegener Replikator: Elizabeth Weir. Nachdem ihr Körper von den Replikatoren getötet wurde, wurde ihr Bewusstsein in einen Replikator geladen. Sie schloss sich einer Gruppe Replikatoren an, die das Ziel hatten, maschinell aufzusteigen, doch nun in einem Zwischenschritt festhängen. Elizabeth bittet um Hilfe und lädt ihr Bewusstsein in den Körper von McKays Replikatorin FRAN. Als die anderen Replikatoren nach Atlantis wollen, ihnen dies aber nicht gestattet wird, wollen sie die Stadt ohne Schutzschild versenken, können aber davon abgebracht werden. Sie dürfen sich neue Körper bauen. Als einer der Replikatoren, Koracen, flieht und gewalttätig wird, tötet ihn Elizabeth. Die Lantianer schicken Elizabeth und die Replikatoren durchs Stargate und diese treiben von nun an hilflos im All umher. |           |                          |                         |                      |                                       |                  |                               |
| 86 | 6         | Der Schrein              | The Shrine              | 22. Aug. 2008        | 26. Aug. 2009                         | Andy Mikita      | Brad Wright                   |
| McKay ist von einem Parasiten in seinem Gehirn befallen, was erst sein Gedächtnis vollständig auslöschen und ihn dann töten wird. Jeannie wurde nach Atlantis gerufen, um sich von ihrem Bruder zu verabschieden, da Dr. Keller keine Heilungschancen sieht. Ronon schlägt jedoch vor, Rodney zu einem Schrein hinter einem Wasserfall zu bringen, an dem Rodney noch für einen Tag wieder er selbst wird und dann in Würde sterben kann. Als sich das Team mit Rodney dort befindet, erlangt Rodney tatsächlich sofort sein Gedächtnis zurück. Der Grund dafür: Von dem Schrein geht eine Strahlung aus, die den Parasiten zwingt, sich zusammenzuziehen. Dr. Keller nutzt die Chance und operiert Rodney vor Ort den Parasiten aus dem Gehirn und kann ihn so retten. Auf Atlantis sieht sich Jennifer noch einmal eine Szene in Rodneys Videotagebuch an, in der ihr Rodney seine Liebe gesteht. |           |                          |                         |                      |                                       |                  |                               |
| 87 | 7         | Geflüster                | Whispers                | 5. Sep. 2008         | 2. Sep. 2009                          | William Waring   | Joseph Mallozzi               |
| Carson Beckett begleitet Sheppard und vier Soldatinnen auf einen von Michaels ehemaligen Forschungsplaneten. Doch als die Nacht hereinbricht, verbreitet sich sofort ein dichter Nebel, in dem mörderische Mutanten auf Menschenjagd gehen wollen. Die Lantianer nehmen den Kampf auf und können zurück nach Atlantis fliehen. |           |                          |                         |                      |                                       |                  |                               |
| 88 | 8         | Die Königin              | The Queen               | 12. Sep. 2008        | 9. Sep. 2009                          | Brenton Spencer  | Alan McCullough               |
| Dr. Keller hat einen Wirkstoff entwickelt, der dafür sorgt, dass sich die Wraith nicht mehr an Menschen nähren müssen. Um die Wraith zur Einnahme des Mittels zu bewegen, meint Todd, dass man nur die Übermutter der Wraith überzeugen müsse, doch da diese nur mit anderen Königinnen spricht, muss sich Teyla zur Wraithkönigin umoperieren lassen. Als Todd und Teyla an Bord des Schiffes der Übermutter gehen, tötet Todd die Übermutter und gibt Teyla die Schuld dafür. Teyla ist entsetzt, wird so jedoch die neue Königin des Schiffes. Der Captain wird jedoch misstrauisch und als Teylas unwissende Freunde sie retten wollen, gefangen werden und Teyla vertraut mit ihnen spricht, will der Captain Teyla töten. Todd rettet jedoch Teyla. Teyla überträgt Todd das Kommando über das Schiff und reist ab. Jennifer sorgt wieder für ihr altes Aussehen. |           |                          |                         |                      |                                       |                  |                               |
| 89 | 9         | Fährtensucher            | Tracker                 | 19. Sep. 2008        | 16. Sep. 2009                         | William Waring   | Carl Binder                   |
| McKay und Ronon begleiten Dr. Keller auf einen Planeten, um die dortige Bevölkerung zu impfen. Doch Jennifer wird von einem Läufer, wie Ronon einst einer war, entführt, der sich mit Antikertechnologie an verschiedene Orte teleportieren kann. Jennifer soll seine Pflegetochter medizinisch versorgen. Rodney und Ronon versuchen Jennifer zu retten, müssen dabei aber immer wieder die Fallen des Läufers umgehen, finden aber letztlich Jennifer. Als die Wraith auf den Planeten kommen, lockt Kiryk die Wraith durchs Gate und ermöglicht so den Lantianern und seiner Pflegetochter die Flucht nach Atlantis. Auf Atlantis beschließen Rodney und Ronon, abzuwarten, für wen von beiden sich Jennifer entscheidet. |           |                          |                         |                      |                                       |                  |                               |
| 90 | 10        | Erster Kontakt           | First Contact           | 26. Sep. 2008        | 23. Sep. 2009                         | Andy Mikita      | Martin Gero                   |
| Daniel Jackson reist nach Atlantis. Mit dem genervten McKay entdeckt er das Geheimlabor des Antiker-Erfinders Janus hinter einer starken Hologrammwand in Atlantis. Währenddessen überträgt Woolsey Sheppard das Kommando über Atlantis, während er, Jennifer und Ronon auf die Daedalus gehen, um Todd zu treffen. In der Nacht steuert ein Raumschiff auf Atlantis zu, das den Schutzschild durchbrechen kann. Die Außerirdischen haben Exoskelettanzüge an und fahren durch den Boden. Sie stürmen das Geheimlabor und entführen Rodney und Daniel und bringen sie in ein Forschungslabor auf einem anderen Planeten. Doch das ist nicht das einzige Problem für Atlantis: Im Gate baut sich eine starke Energiespitze auf und man evakuiert den Turm. Todd beobachtet auf der Daedalus, wie sein Schiff in den Hyperraum springen will, dabei aber in Stücke gerissen wird, und gibt den Menschen die Schuld, weshalb er die gesamte Besatzung betäubt und die Kontrolle übernimmt. John und Zelenka befinden sich noch im Kontrollraum, als das Stargate explodiert … |           |                          |                         |                      |                                       |                  |                               |
| 91 | 11        | Der verlorene Stamm      | The Lost Tribe          | 10. Okt. 2008        | 30. Sep. 2009                         | Andy Mikita      | Martin Gero                   |
| John und Radek können unter den Trümmern lebend geborgen werden und Katana Labrea von den Reisenden meldet sich auf Atlantis, da auch das Stargate auf ihrem Planeten explodiert ist und dabei tausende Menschen starben. Dann meldet sich Todd auf Atlantis, der damit droht, sich an Woolsey zu nähren, wenn Atlantis das Aterogerät nicht abschaltet, was John natürlich nicht kennt. Ronon und Jennifer versuchen wieder Kontrolle über das Schiff zu erlangen. Dr. Jackson hat herausgefunden, dass ihre Entführer Asgard aus der Pegasus-Galaxie sind, die sich mit dem Aterogerät vor den Wraith-Schiffen schützen wollen, dabei aber auch die Zerstörung von Stargates in Kauf nehmen. Rodney soll das Aterogerät reparieren, während John und Zelenka mit der Flotte der Reisenden die Daedalus einholen. Todd verlässt das Schiff und die Asgard den Planeten. Die Daedalus fliegt direkt auf den Planeten zu, um die Anlage so zu zerstören, doch die Reisenden fliegen zusammen mit der Daedalus in den Hyperraum durch den Planeten. Rodney und Daniel können das Gerät ausschalten, doch Daniel wird dabei von einem Blitz getroffen und dann nach der Rettung wieder auf die Erde geschickt. Jennifer macht Ronon klar, dass sie sich für jemanden anderes interessiert. |           |                          |                         |                      |                                       |                  |                               |
| 92 | 12        | Außenseiter              | Outsiders               | 17. Okt. 2008        | 7. Okt. 2009                          | William Waring   | Alan McCullough               |
| Dr. Beckett lebt nun in einem Dorf, das auch von Überlebenden der Hoffaner-Seuche bewohnt wird. Als Sheppards Team das Dorf besucht, kommt ein Wraith-Trupp ins Dorf und meint, friedlich abzuziehen, wenn die Überlebenden der Seuche herausgegeben werden. Die Bewohner denken darüber nach, doch das Team will lieber alle Bewohner in einen Minenschacht bringen. Bei der Evakuierung werden Carson und Rodney sammt den Seuchen-Überlebenden von den Wraith entführt. Carson soll ein Gegenmittel gegen die Seuche herstellen, doch als er sich weigert, will sich der Anführer der Wraith an ihm nähren, stirbt aber dabei, da Carson von Michael ebenfalls mit dem Wirkstoff infiziert wurde. Rodney und Carson gelingt mit einem Jäger die Flucht auf den Planeten, wo sie mit den Anderen nach Atlantis fliehen. |           |                          |                         |                      |                                       |                  |                               |
| 93 | 13        | Inquisition              | Inquisition             | 24. Okt. 2008        | 14. Okt. 2009                         | Brenton Spencer  | Alex Levine                   |
| Sheppards Team soll Atlantis bei einer Koalition vieler menschlicher Völker in der Pegasusgalaxie vertreten, doch als sie dort ankommen, werden sie festgenommen. Sheppard wird vor Gericht gestellt, denn der Atlantis-Expedition wird zahlreiche Verbrechen vorgeworfen wie das Aufwecken der Wraith, Verrat an den Genii, die Erschaffung von Michael und dadurch das Verbreiten der Hoffaner-Seuche, die Manipulierung des Basiscodes der Replikatoren und dadurch das Zerstören menschlicher Welten und Verschwörung mit den Wraith durch Todd. Sheppards Team droht die Verbannung auf einen unbewohnten Planeten und Atlantis die völlige Isolierung von den Handelsbeziehungen. Woolsey agiert als Anwalt und erklärt, dass die Lantianer schon viele Wraithschiffe zerstören konnten und mit Dr. Weir durch die Replikatoren auch selbst Verluste erlitten haben, die Replikatoren aber auch von den Lantianer ausgelöscht wurden. Er kann letztlich den Prozess gewinnen. |           |                          |                         |                      |                                       |                  |                               |
| 94 | 14        | Mutterliebe              | Prodigal                | 7. Nov. 2008         | 21. Okt. 2009                         | Andy Mikita      | Carl Binder                   |
| Michael Kenmore stürmt überraschenderweise mit einem gestohlenen Jumper den Kontrollraum von Atlantis und betäubt alle dort sich befindlichen Menschen. Rodney und John versuchen, mit Lornes Männern den Kontrollraum zurückzuerobern, doch dies stellt sich als schwierig heraus, da sich überall Betäubungsfelder befinden. Michael will mit Teyla und Torren abreisen und aktiviert die Selbstzerstörung der Stadt. Die Bevölkerung wehrt sich gegen Michaels Hybriden und es kommt zum Kampf zwischen Michael und Sheppard auf der Turmspitze. Teyla kommt hinzu und stößt Michael in den Abgrund, was ihn endgültig tötet. |           |                          |                         |                      |                                       |                  |                               |
| 95 | 15        | Überreste                | Remnants                | 14. Nov. 2008        | 28. Okt. 2009                         | William Waring   | Joseph Mallozzi & Paul Mullie |
| Sheppard ist mit zwei Astrobiologen auf das Festland geflogen, Woolsey bereitet sich auf seine bevorstehende Leistungsbewertung vor und Radek bittet Rodney um Erlaubnis, den Meeresboden abzusuchen, da er dort ungewöhnliche Messungen gemacht hat. Sheppard wird von den Genii überfallen und die werden überraschenderweise von Acastus Kolya angeführt! Er will Atlantis überfallen und um den ID-Code zu bekommen, hackt er John sogar die Hand ab. Woolsey erfährt von Chen Xiaoyi, dass ihm das Kommando über Atlantis entzogen wird. Die Wissenschaftlerin Vanessa Conrad ermutigt ihn, sich dagegen zu wehren, doch als Richard merkt, dass nur er Vanessa sehen kann, wird er misstrauisch. John ist die Flucht gelungen, doch als er einen Abgrund hinunterzustürzen droht, offenbart ihm Kolya, dass er nicht der echte Kolya sei, sondern ein Überlebender einer außerirdischen Rasse namens Sekari. Sheppards Hand ist wieder da, denn die vom Aussterben bedrohten Sekari haben nur in Johns Ängsten gewirkt. Woolsey bleibt Kommandeur von Atlantis, da die Sekari Chen durch eine Halluzination auf die Erde zurückgelockt haben. Atlantis hilft den Sekari ihre Zivilisation wieder aufzubauen. Auch Zelenka war ein Sekari, der dafür sorgte, dass McKay den Behälter, in dem sich die Sekari befanden, findet. |           |                          |                         |                      |                                       |                  |                               |
| 96 | 16        | Eiszeit                  | Brain Storm             | 21. Nov. 2008        | 4. Nov. 2009                          | Martin Gero      | Martin Gero                   |
| Dr. Keller begleitet McKay auf die Erde zu einer Präsentation des Wissenschaftlers Malcom Tunny. Dieser präsentiert seinen Wissenschaftlerkollegen eine Maschine, die die globale Erwärmung stoppen soll, doch McKay fällt auf, dass es das Projekt von ihm und seiner Schwester ist. McKay warnt vor den Risiken, doch niemand beachtet ihn. Als die Maschine hochgefahren wird und es in der Anlage immer kälter wird, lässt sich die Maschine nicht mehr abschalten. Es schießen Gefrierblitze durch die Räume und draußen bilden sich Tornados. Die Wissenschaftler arbeiten zusammen an einer Lösung. Als Jennifer zu erfrieren droht, rettet Rodney ihr das Leben und Jennifer küsst ihn. Die beiden sind von nun an ein Paar und die Maschine kann dank McKay abgeschaltet werden. |           |                          |                         |                      |                                       |                  |                               |
| 97 | 17        | Infektion                | Infection               | 5. Dez. 2008         | 11. Nov. 2009                         | Andy Mikita      | Alan McCullough               |
| Todd meldet sich in Atlantis und bittet um Hilfe: Die Wraith reagieren auf Dr. Kellers Mittel falsch. Als Sheppards und Lornes Team das Schiff betreten, ist Todd in Stase und die Korridore verändern sich. Lt. Williams wird von einer Wraithdrone ohne Maske zerfleischt. Todd wacht auf und erklärt, dass die Krankheit auf das Schiff übergegangen sein muss, schließlich ist es ja organisch. Das Schiff droht auseinanderzubrechen und die Wraith werden auch gefährlich, denn sie sind zu Raubtieren geworden, da sie sich nicht mehr über die Hand nähren können. Todd kann das Schiff im Ozean vor Atlantis landen, als es auseinanderbricht. Zu Heilungszwecken wird er einen Iratus-Käfer sich an ihm nähren lassen. |           |                          |                         |                      |                                       |                  |                               |
| 98 | 18        | Identität                | Identity                | 12. Dez. 2008        | 18. Nov. 2009                         | William Waring   | Carl Binder                   |
| Im Körper von Dr. Keller steckt plötzlich die Diebin Neeva Kasol. Als Zelenka ihr zu nahe kommt, sticht sie ihn nieder und lässt ihn schwer verletzt liegen. Als sie dann auch noch Rodney bedroht, wird sie von Ronon betäubt und in den Isolationsraum gebracht, wo das Team von ihrer wahren Identität erfährt. Jennifer hatte in Janus’ Labor ein Antikerkommunikationsgerät berührt, mit dem man einen Körpertausch vollziehen kann. Jennifer soll nun in Neevas Körper ihre Strafe erhalten und enthauptet werden. Sie wird jedoch von Neevas Komplizen befreit. Sheppards Team geht zusammen mit Dr. Beckett und Neeva auf den Planeten, auf dem sich das andere Kommunikationsgerät befindet, um den Tausch rückgängig zu machen. McKay gelingt dies auch, doch Neevas Komplizen trauen ihr nicht mehr und erschießen sie. Radek überlebt. |           |                          |                         |                      |                                       |                  |                               |
| 99 | 19        | Vegas                    | Vegas                   | 2. Jan. 2009         | 25. Nov. 2009                         | Robert C. Cooper | Robert C. Cooper              |
| In einem Paralleluniversum versucht Detectiv John Sheppard in Las Vegas eine mysteriöse Mordserie aufzuklären: In der Wüste liegen vertrocknete Leichen, denen der Lebenshauch ausgesaugt zu worden scheint. Dr. Rodney McKay meldet sich bei ihm und weist ihn in das Stargate-Programm ein. Dabei klärt er ihn auch über die Wraith auf. Ein Wraith lebt in Las Vegas als Mensch getarnt und verdient sein Geld beim Pokern. Sheppard enttarnt ihn, aber es kommt zu Schusswechsel zwischen den beiden, wobei Sheppard verletzt wird. Kurz bevor zwei Kampfjets den Wohnwagen des Wraith abschießen, schickt dieser die Koordinaten der Erde in unterschiedliche Realitäten. Sheppard bleibt verletzt zwischen den Trümmern liegen. |           |                          |                         |                      |                                       |                  |                               |
| 100 | 20        | Feind in Sicht           | Enemy at the Gate       | 9. Jan. 2009         | 2. Dez. 2009                          | Andy Mikita      | Joseph Mallozzi & Paul Mullie |
| Todd meldet sich überraschenderweise in Atlantis und erklärt, dass er von einem Untergebenen verraten wurde. Dieser Untertan hat ihm ein ZPM entwendet und ein Basischiff damit ausgestattet. Da dies eine erhebliche Bedrohung darstellt, ist die Atlantis-Expedition gezwungen darauf zu reagieren. Sheppards Team fliegt mit einem getarnten Jumper zum Schiff, doch sie werden aufgrund verbesserter Sensoren entdeckt und der Gegner eröffnet das Feuer auf sie. In diesem Moment empfängt es ein Subraumsignal mit den Koordinaten der Erde (siehe 5x19). Die Daedalus war nicht in der Lage, das Schiff aufzuhalten, und auch die Apollo zusammen mit der Sun Tzu konnten das Schiff auf seinem Flug zur Erde nicht bremsen. John reist durch das Stargate auf die Erde, um sie mit dem Antikerstuhl zu verteidigen, während Carson Beckett den Sternenantrieb von Atlantis aktiviert und die Stadt zur Erde fliegt. Nach Ankunft des Basisschiffes wird der Antiker-Kontrollstuhl von Wraithjägern in Area 51 zerstört. Da Atlantis unterwegs einmal aus dem Hyperraum gefallen ist, gehen Teyla, Ronon und Lorne auf das Schiff, da es ein Stargate besitzt, doch im Kampf wird Ronon mit einem Messer verletzt und getötet, jedoch einige Zeit später von den Wraith wiederbelebt, da sie ihn befragen wollen. Das Team erschießt die Wraith und befreit Ronon. Schlussendlich erreicht Atlantis die Erde, beschießt das Schiff und zerstört es schließlich. Die Stadt landet getarnt in der Bucht von San Francisco und das Team genießt die Aussicht auf die Golden Gate Bridge. |           |                          |                         |                      |                                       |                  |                               |